# Poitou
Entités précédentes :
- Comté de Poitou
- Pictons

Entités suivantes :
- Deux-Sèvres
- Vendée
- Vienne

Le Poitou (en poitevin Poetou) est une ancienne province française, comprenant les actuels départements de la Vendée (Bas-Poitou), Deux-Sèvres et de la Vienne (Haut-Poitou) ainsi que des parties nord-est de la Charente-Maritime, nord de la Charente et ouest de la Haute-Vienne. Sa capitale était Poitiers et ses habitants les Poitevins.
Il a donné son nom au Marais poitevin, marais situé dans l'ancien golfe des Pictons, sur la côte occidentale de la France, deuxième plus grande zone humide de France en superficie après la Camargue ; le marais s'étend de l'Atlantique aux portes de Niort et du sud de la Vendée au nord de La Rochelle.

## Géographie

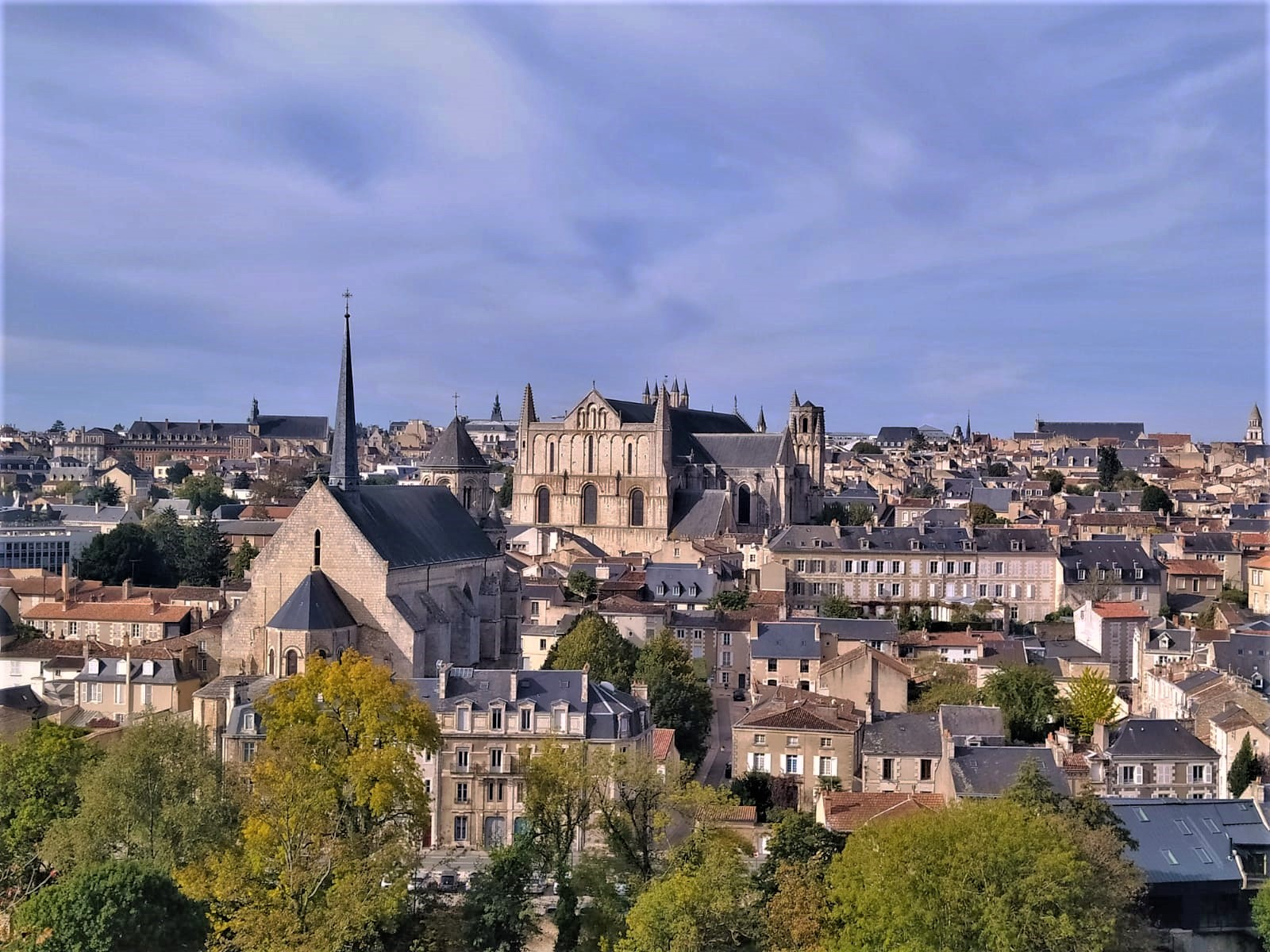
Poitiers, capitale du Poitou historique et de l'ancienne région Poitou-Charentes.

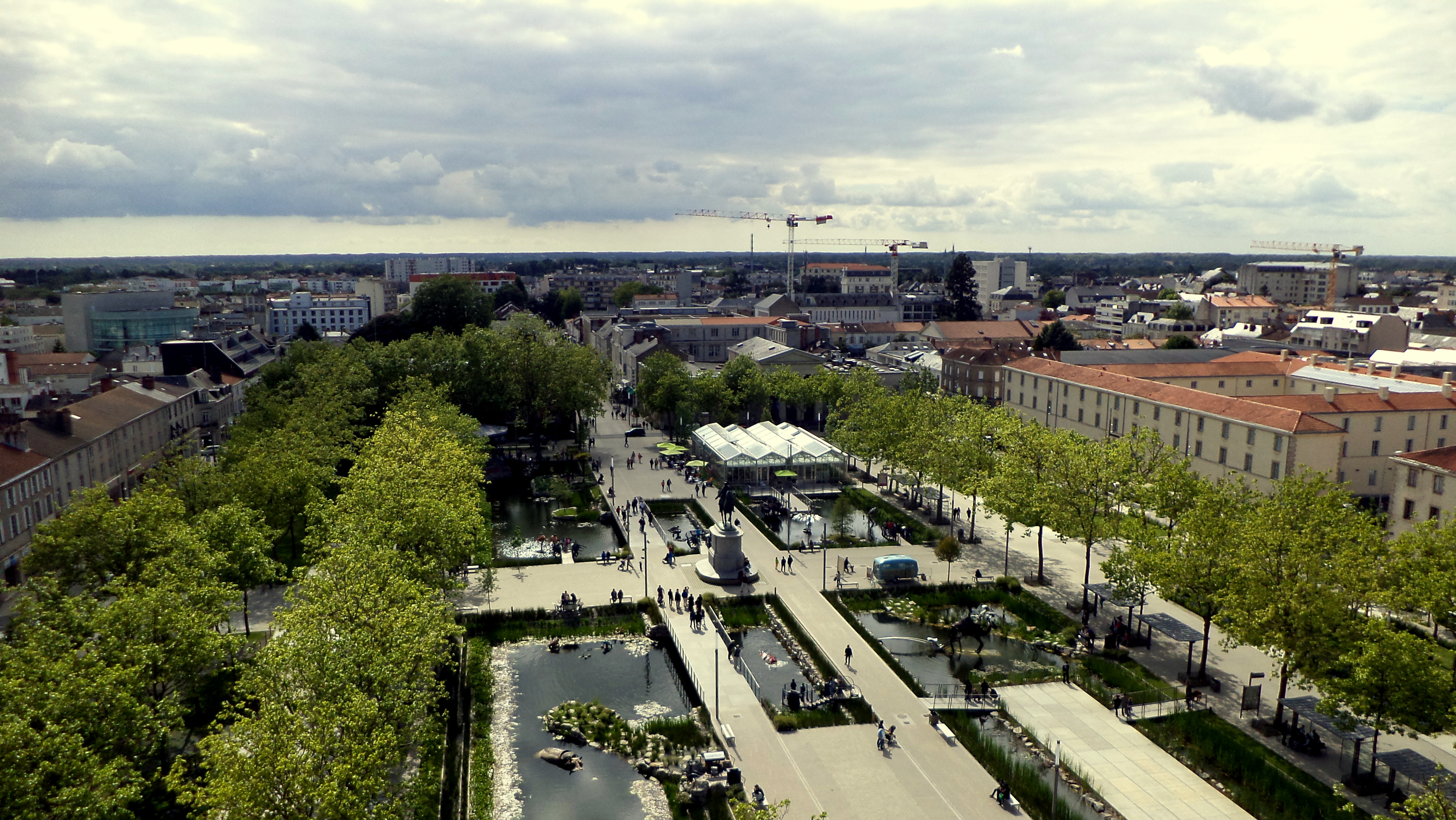
La Roche-sur-Yon, l'une des villes principales du Poitou historique.

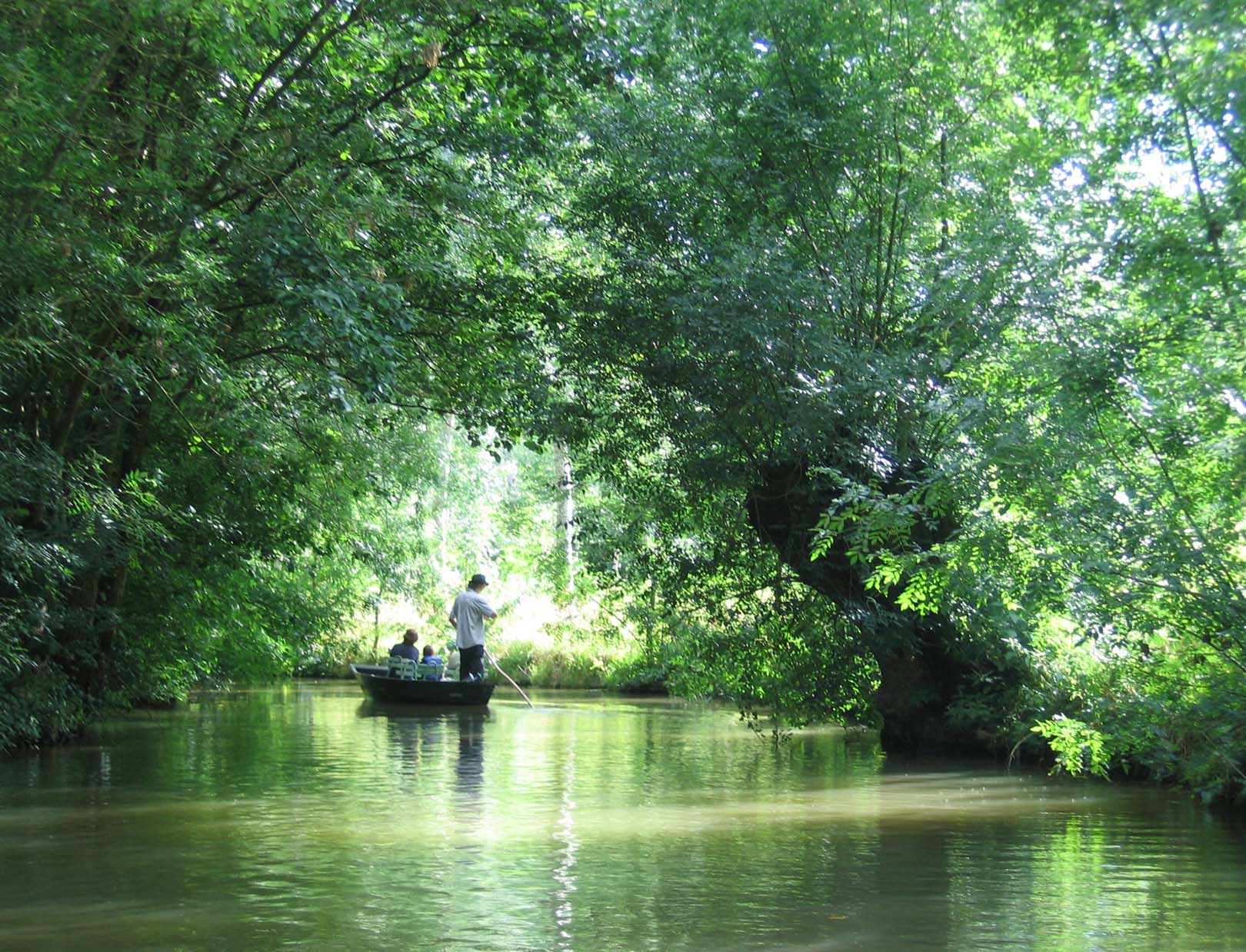
Marais poitevin.

Le Poitou est partagé entre différentes formations géologiques qui donnent des reliefs différents. À l'ouest (Bas-Poitou ou Vendée) et dans le sud-est, se trouvent les massifs anciens, au relief très érodé, donnant des collines, aux terres froides et siliceuses : ce sont des pays de bocage. Au centre, le plateau calcaire de Poitiers, presque plat, descend du seuil du Poitou vers la vallée de la Loire en passant par le Châtelleraudais, d'une altitude variant entre 100 m et 150 m.
Le Poitou est une zone de transition ancienne entre les Bassins parisien et aquitain : de langue d'oc au XIe siècle, il est aujourd’hui de langue d'oïl à l'exception de six communes limitrophes de la Haute-Vienne; il se situe également à la limite des zones de couverture traditionnelle (ardoise au nord, tuile canal au sud), ainsi que des noms de villages en -ay, -y (presque toute la zone) et -ac (petite zone au sud-est).
Les villes principales du Poitou sont Poitiers (capitale historique du Poitou), Niort, Châtellerault (longtemps le bastion des rois de France en Poitou), Fontenay-le-Comte (capitale du Bas-Poitou), Thouars, Parthenay, Luçon, etc.

La province du Poitou au XVIII et les communes actuelles.

## Toponymie
La province tient son nom des Gaulois Pictons, avec une transition en Poictou, comme cela apparaît sur les cartes anciennes, puis en Poitou.
Le nom de la capitale du Poitou, Poitiers, tient également son origine toponymique sur la même construction.

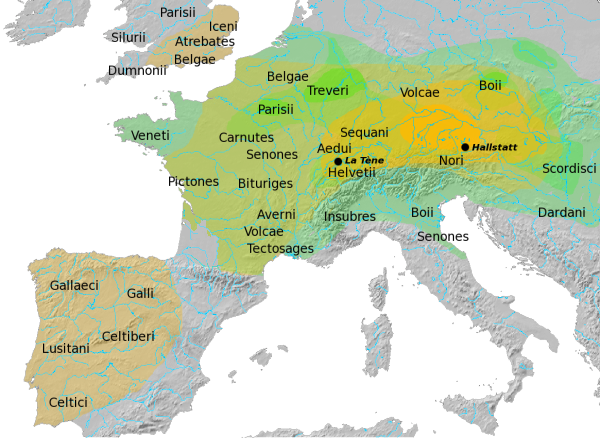
Vue générale des cultures du Hallstatt, 800 à 500 av. J.-C., (Jaune) et de La Tène, 450 à 50 av. J.-C., (vert).
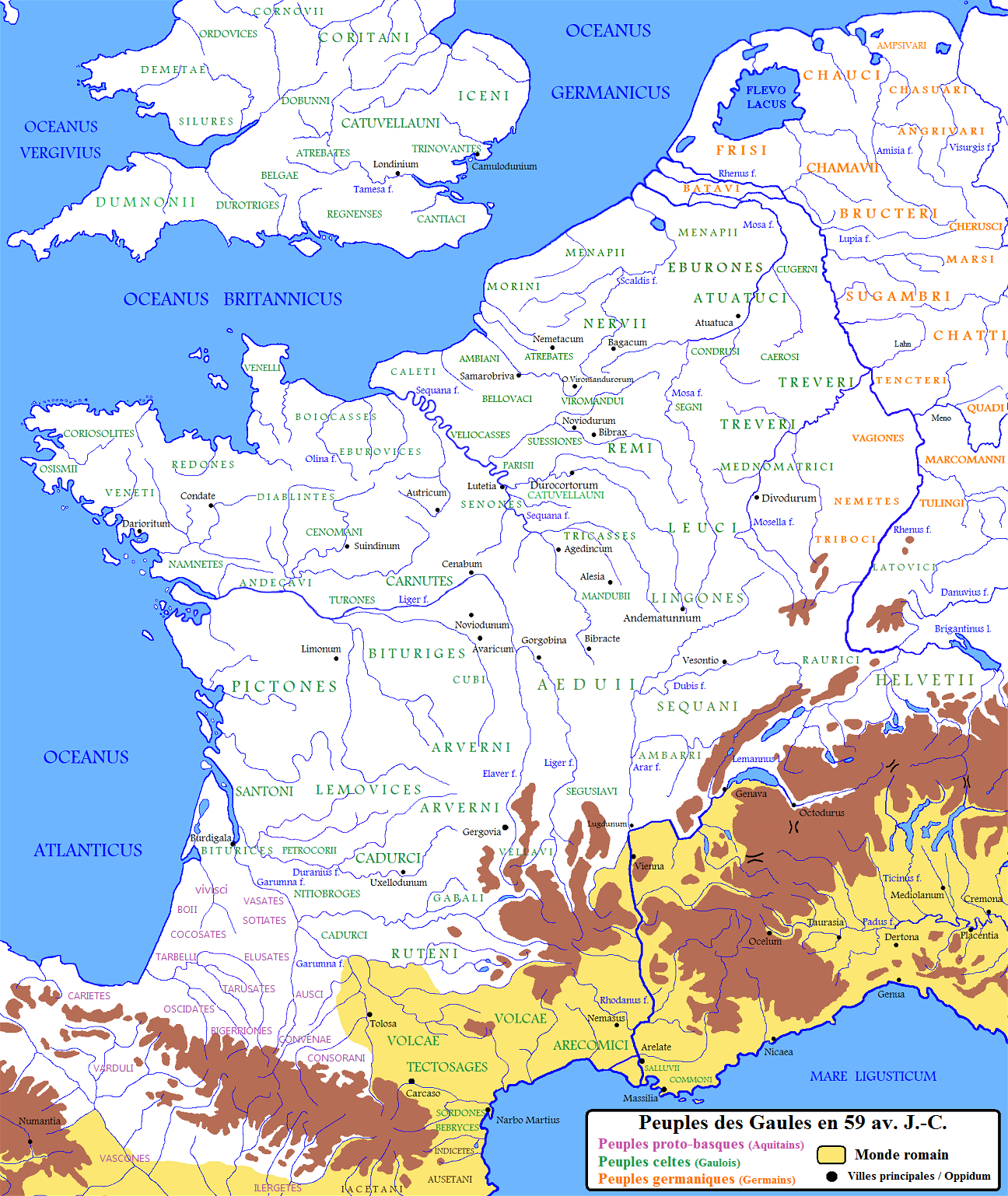
La Gaule, et la localisation des peuples gaulois en 59 av. J.-C.
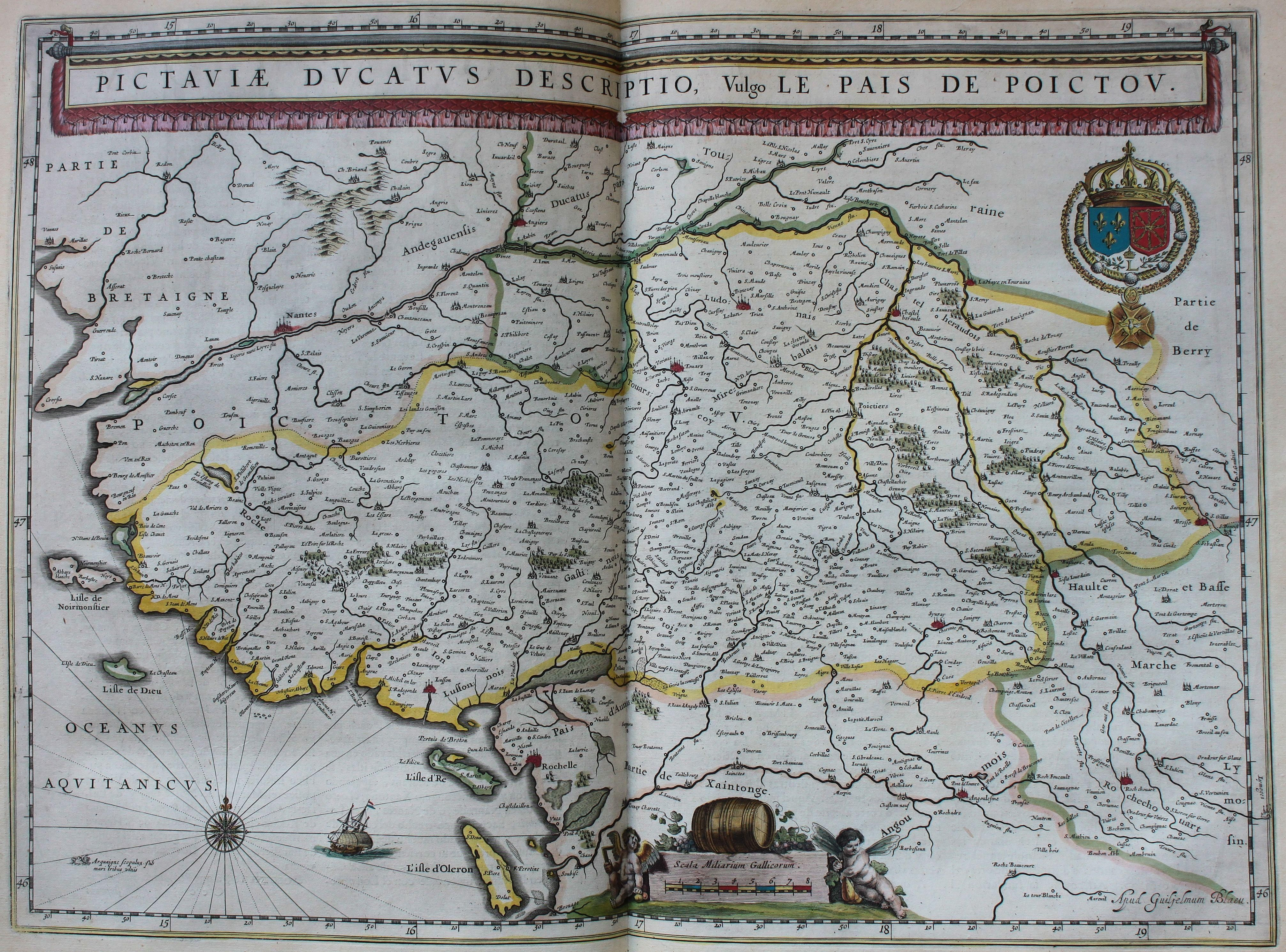
Carte du Poitou, 1659. Pictaviae ducatus descriptio, vulgo Le Pais de Poictou.

## Histoire
Un peuplement de longue date, attesté par cet abri sous roche, le Roc-aux-Sorciers, et la grotte de la Marche, tous deux datés du paléolithique, de l'époque magdalénienne, entre environ 17 000 et 12 000 ans avant le présent (AP), présentant des œuvres pariétales et des armes de jet, dites sagaies de Lussac-Angles dans la Vienne.
Puis les magnifiques nécropoles du Néolithique, Prissé-la-Charrière, les Chirons de Bougon, Monpalais, comptant parmi les plus anciennes constructions de la façade Atlantique, bâties par ces maçons et agriculteurs originaires d'Anatolie, qui cultivent les premiers la terre il y a 7000 ans.

Carte de l'invention et de la propagation de l'agriculture.

Viennent ensuite les Campaniformes, par les céramiques typiques de l'âge du Bronze retrouvées, et aussi, par exemples, les colliers de Saint-Laurs, ou, plus tardif, le cône d'or d'Avanton.
Les Gaulois, Pictons, façonnent le peuplement à leur tour, se mêlant aux populations précédentes, et nommant la géographie, tel le nom même de Poitou ou Poitiers, mais aussi la rivière Vendée, ou encore des villes comme Exoudun ou Loudun.

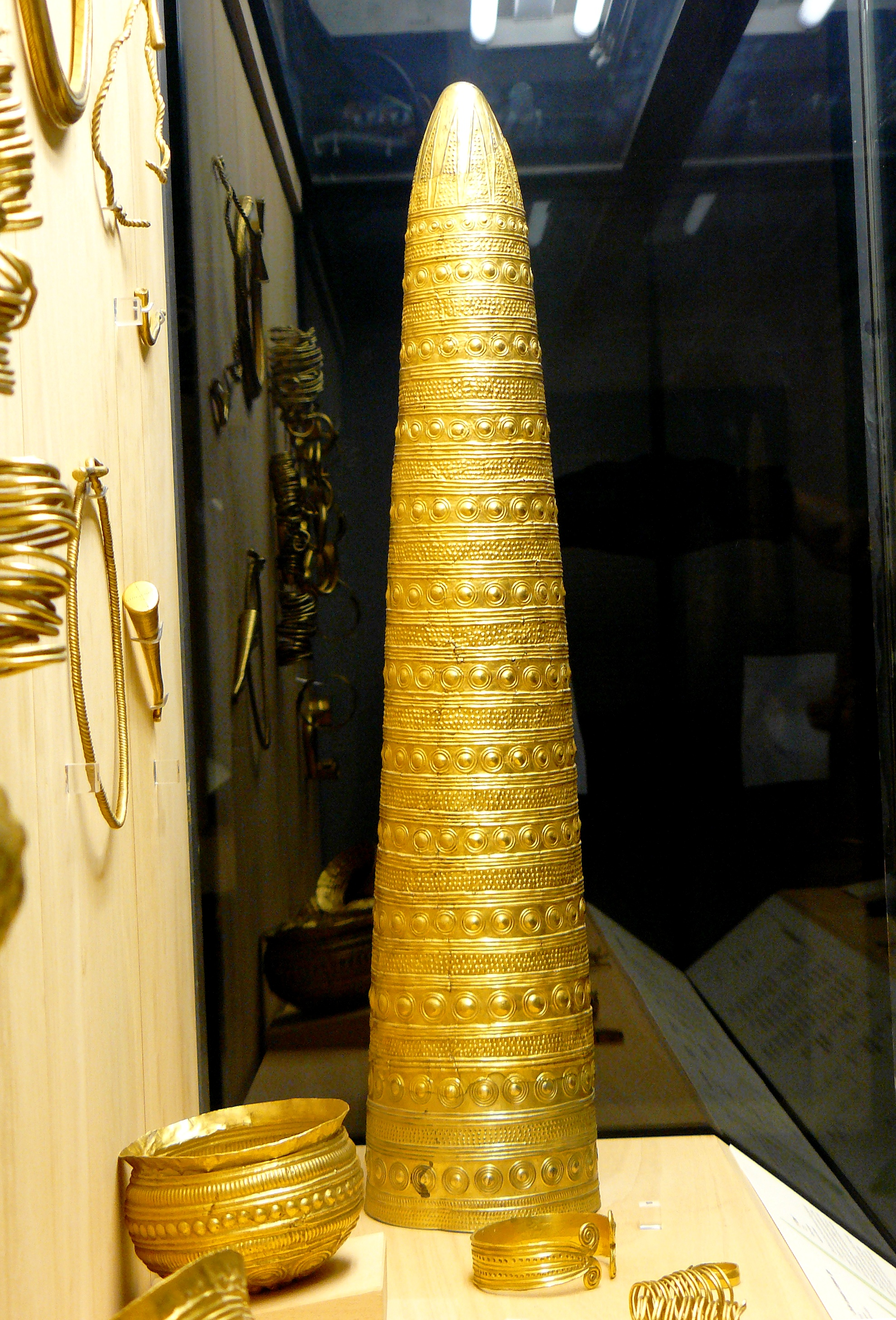
Le cône d'or d'Avanton, daté vers -1000.

### Batailles du Seuil du Poitou
Le seuil du Poitou, comme passage stratégique entre les bassins parisien et aquitain, a vu se dérouler plusieurs batailles importantes : 
- la bataille de Vouillé (507) victoire des Francs de Clovis sur les Wisigoths ;
- la bataille de Poitiers (732), victoire des Francs de Charles Martel sur les Maures ;
- la bataille de Poitiers (1356), qui eut lieu à Nouaillé-Maupertuis, victoire des Anglais commandés par le Prince noir contre les Français de Jean II le Bon, qui fut fait prisonnier lors de cette bataille ;
- la bataille de Moncontour (1569) défaite des protestants de l'amiral de Coligny, face à l'armée royale commandée par le duc d'Anjou.

### Antiquité
Pendant la protohistoire, c’est le peuple gaulois des Pictons qui occupe le Haut-Poitou (correspondant approximativement aux actuels départements des Deux-Sèvres et de la Vienne).
Pendant la guerre des Gaules, il est partagé : une partie des Pictons lutte contre César, une autre partie se ralliant à lui.
Sous l'empire romain, le territoire picton s'étend approximativement sur les départements actuels de la Vendée, des Deux-Sèvres, de la Vienne, les Mauges en Maine-et-Loire, ainsi que le sud de la Loire-Atlantique, jusqu'à Ratiatum (Rezé), qu'ils fondent au Ier siècle av. J.-C., décrite comme l'une des deux villes de la cité des pictons, avec Limonum (Poitiers), par Ptolémée au IIe siècle,.
Il forme une cité (subdivision administrative romaine), moule repris par le diocèse chrétien de Poitiers. Deux figures du christianisme sont présentes à Poitiers à la fin de l'Antiquité : saint Hilaire le Grand (ou Hilaire de Poitiers) organisateur du Diocèse de Poitiers, évêque, et saint Martin de Tours.

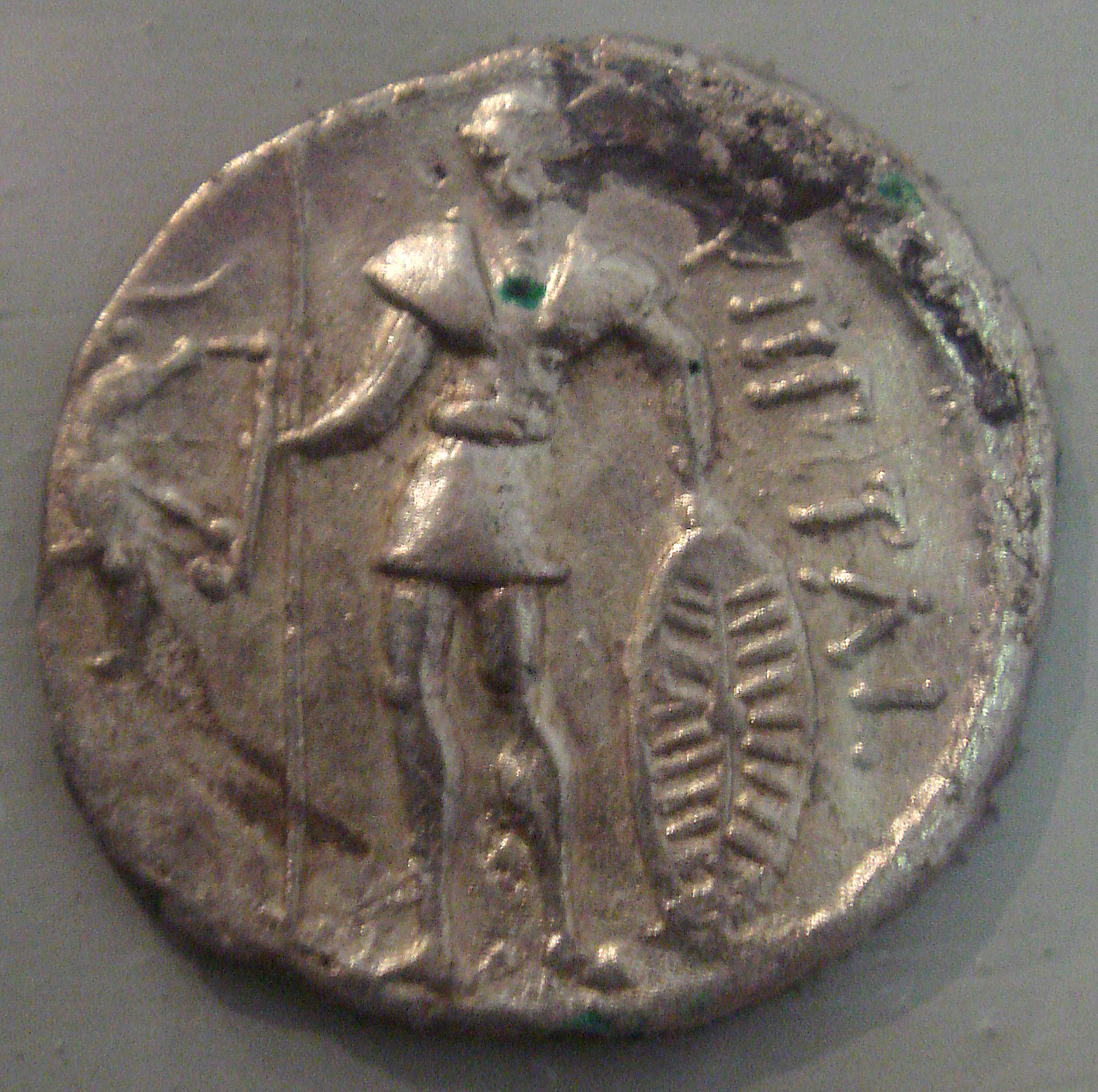
Pièce pictone, représentant un soldat guerrier, Ve – Ier siècle av. J.-C..
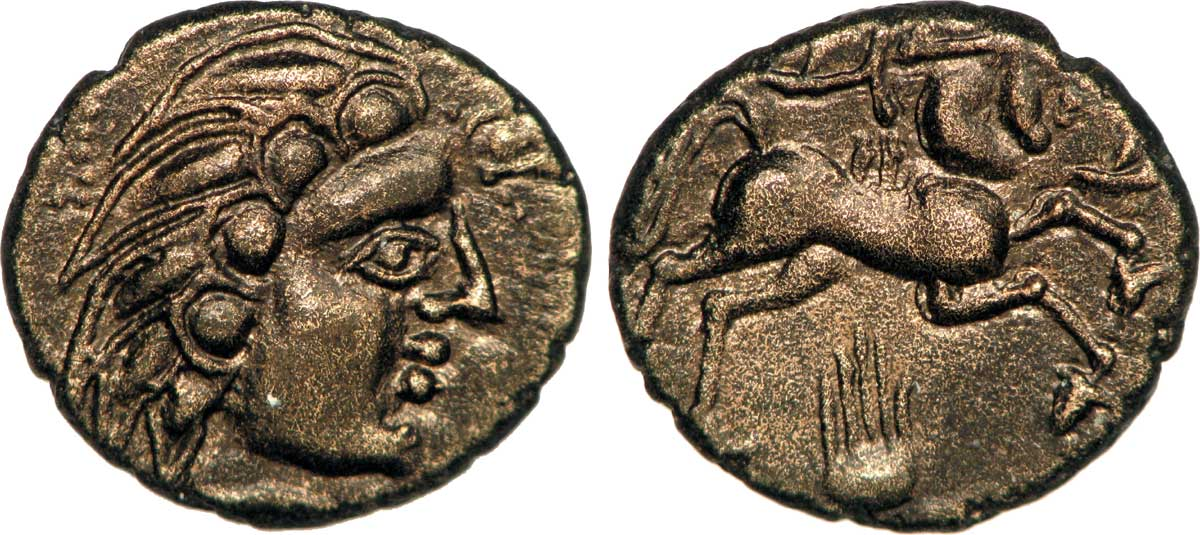
Statère d’électrum frappé par les Pictons (Ier siècle av. J.-C.).
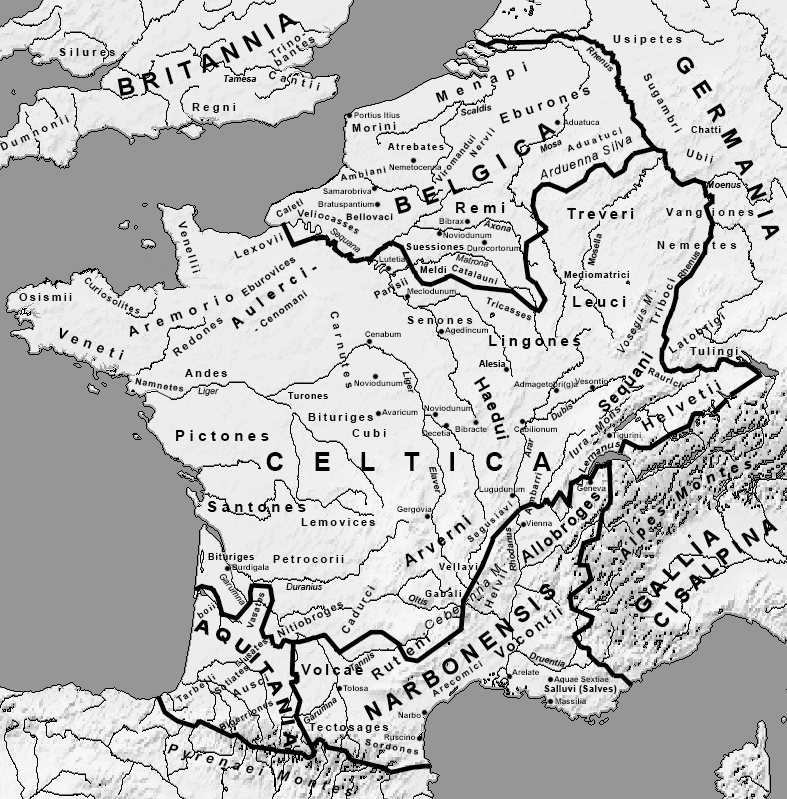
Localisation du pays Pictons.
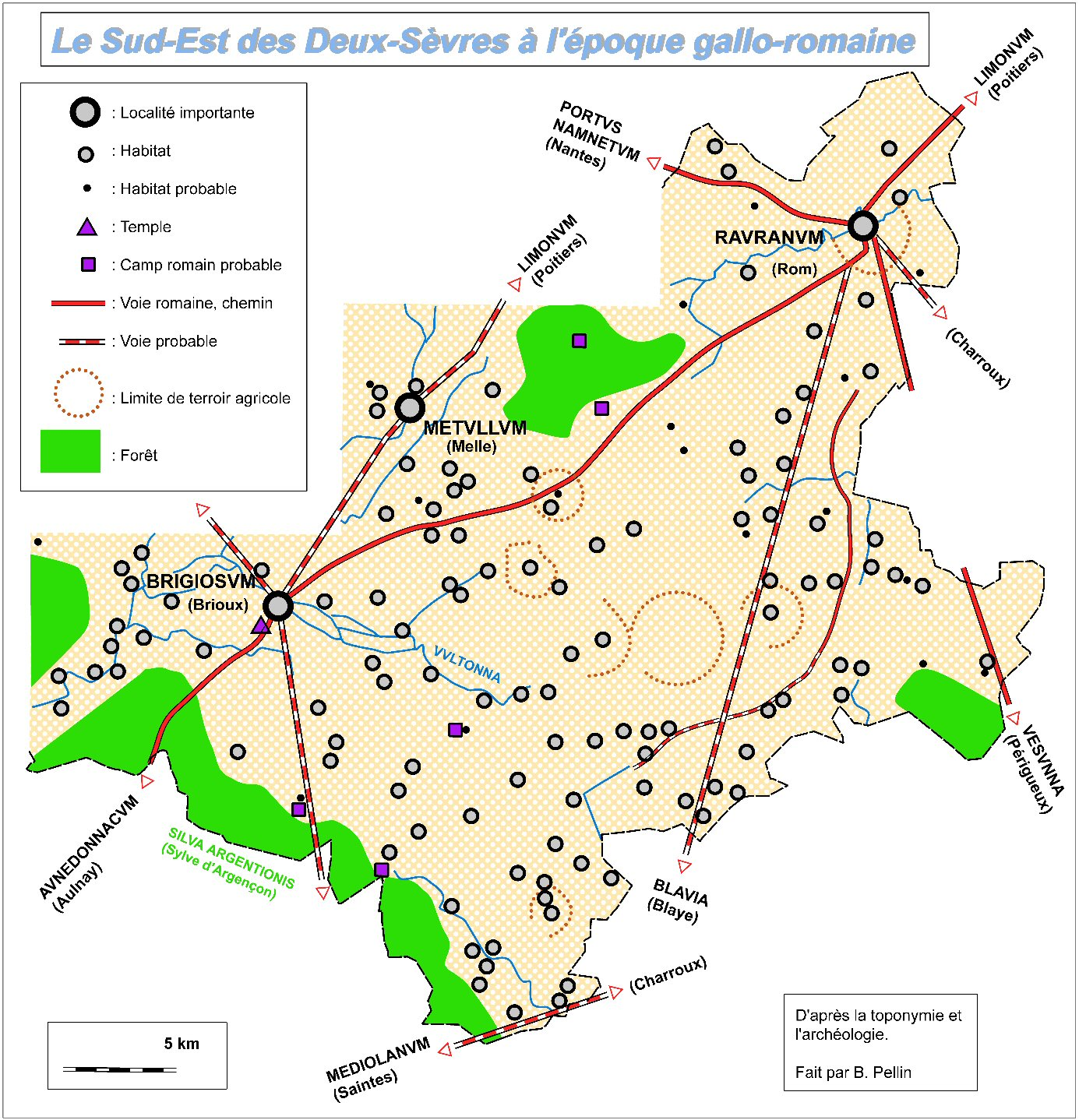
Mellois, Sud-Est des Deux-Sèvres, époque gallo-romaine d'après la toponymie et l'archéologie.

### Moyen Âge

#### Invasions
Plusieurs peuples s'installèrent en Poitou : Taïfales, Angles, Sarmates ; ce furent cependant les Wisigoths qui le réunirent à leur royaume d'Aquitaine au IVe siècle jusqu'à la bataille de Vouillé.

#### Haut Moyen Âge
Après avoir vaincu près de Poitiers Alaric II, roi des Wisigoths, Clovis étend le royaume des francs jusqu'aux Pyrénées. Ainsi, l'influence des francs s'étend dans ces nouvelles possessions.
C'est à cette époque, du IVe au VIIIe siècle, qu'apparaissent les sarcophages mérovingiens, de type poitevin, qui se retrouvent de la nécropole de Civaux, avec 1 000 sarcophages, près de Poitiers, au château de Noirmoutier, Mortagne-sur-Sèvre, Vertou, dans les nécropoles de Saint-André, de Saint-Similien, et de Saint-Donatien à Nantes, Rezé et jusqu'à Guérande, chapelle basse, place Saint-Aubin. Au-delà de leur région de production du Poitou, Poitiers-même et alentours, Chauvigny, Morthemer, et de la Basse-Loire, les sarcophages de type poitevin se rencontrent  à Solesmes dans la Sarthe, à Braye-sous-Faye, Chinon, Crouzilles et Pussigny en Indre-et-Loire et même à Colombiers, près d'Alençon en Normandie.

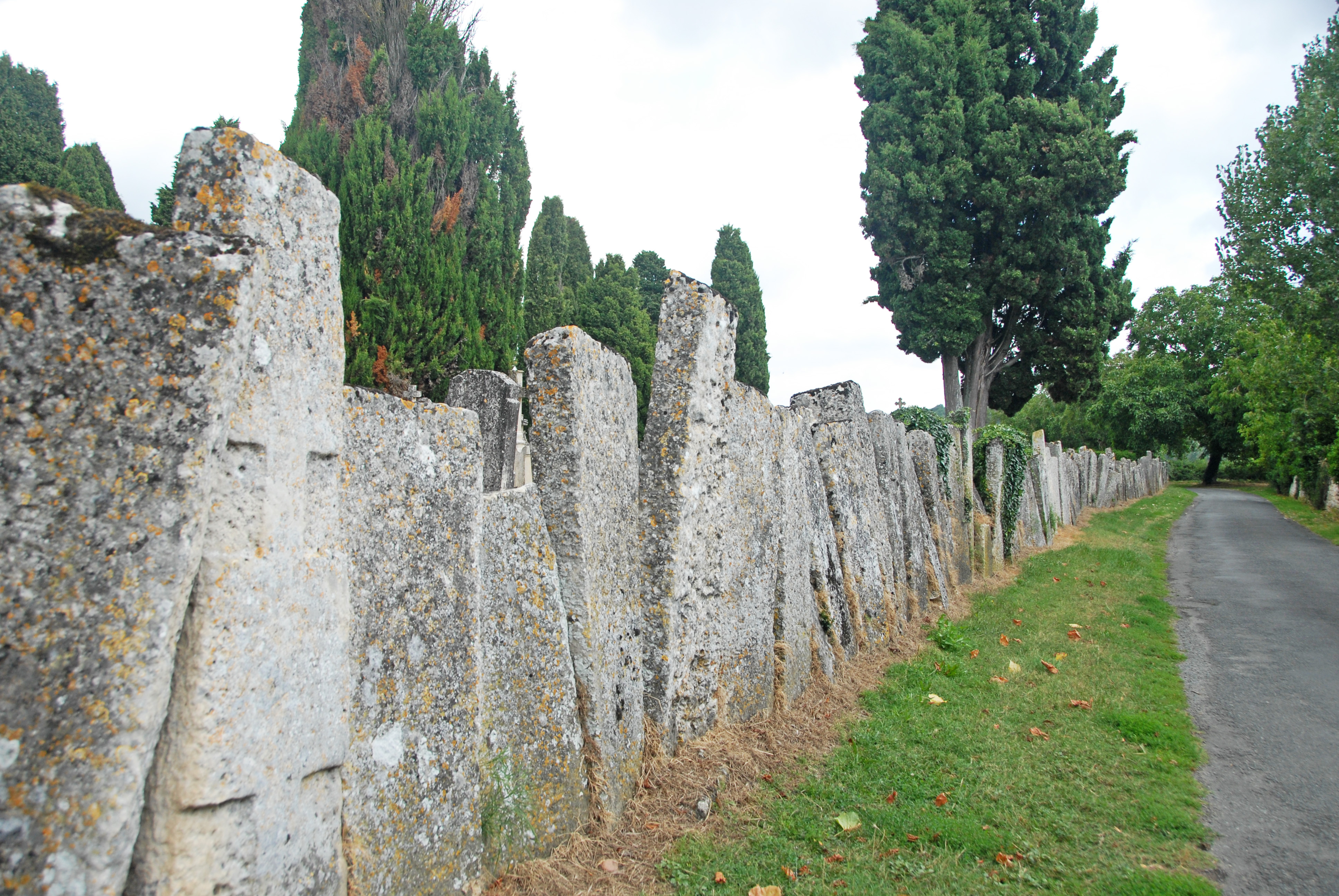
Nécropole de Civaux (86).
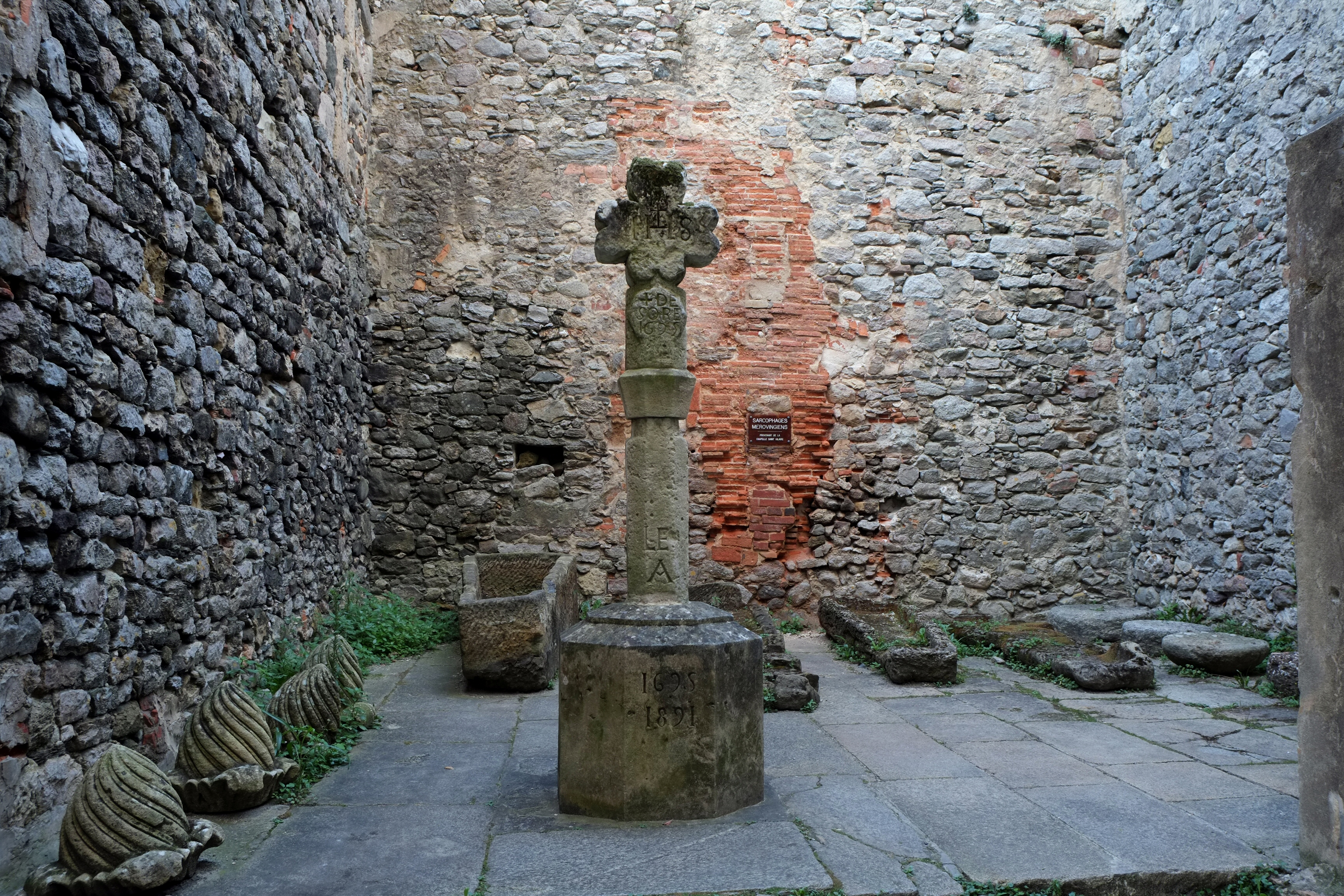
Tombes mérovingiennes au château de Noirmoutier (85).
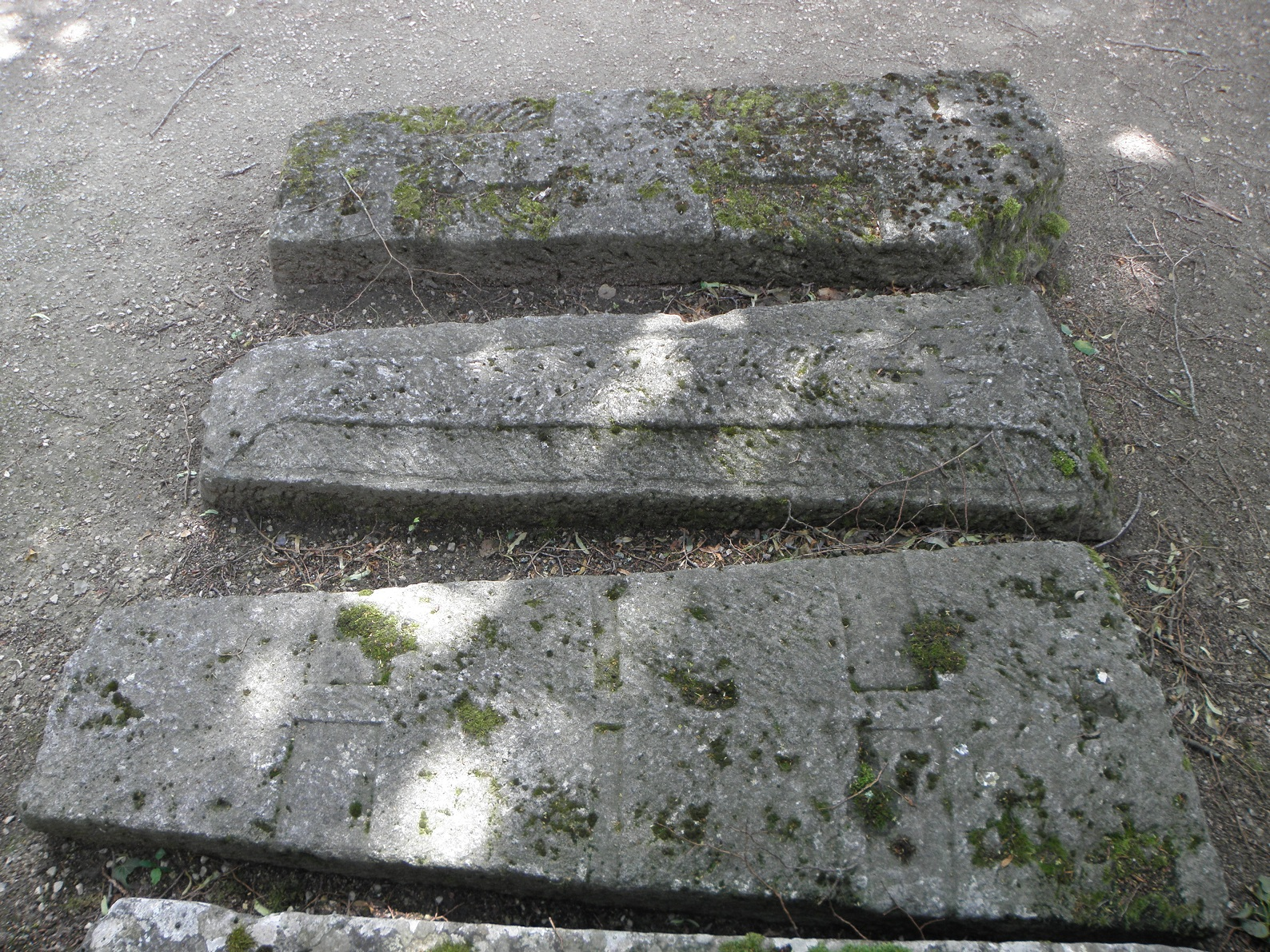
Sarcophage de type poitevin à Saint-Pierre-les-Églises, Chauvigny (86).

L'invasion Omeyade qui arrive du sud depuis l'Andalousie, s'arrête en 732, entre Poitiers, qui a été pillée, et Tours.
Charles Martel, ses descendants Pépin, puis Charlemagne, descendent d'Arnulf, une lignée d'évêques militaires devenus maire du palais.
À partir de 602 et jusqu'en 995, l'extraction du galène dans la mine de Melle permet la production de plomb contenant de l'argent. Sous le règne de Dagobert Ier, huit mille livres de plomb étaient envoyées tous les ans à Paris, où il servit à la couverture de la basilique Saint-Denis. Un atelier de monnayage actif de 768 à 1189 où ont été frappés l'obole et le denier, marqués CARLUS REX FR pour certains ou encore, sur le revers d'un denier de Louis le Pieux, figurent deux marteaux et deux coins entourés du mot METALLVM (Melle), c'est aussi le cas pour METALL GERMAN. Sous Charlemagne, roi des Francs puis empereur d'Occident, le denier en argent est imposé comme monnaie standard, participant à une diffusion de l'argent en Europe occidentale et du nord-ouest. Dès lors, cela a été prouvé en 2024, le minerai d'argent extrait à Melle est principalement utilisé pour les pièces produites entre 750 et 820 dans plusieurs ateliers monétaires de Francie, autres que celui de Melle, la nature chimique du minerai ayant été analysée par des scientifiques,.

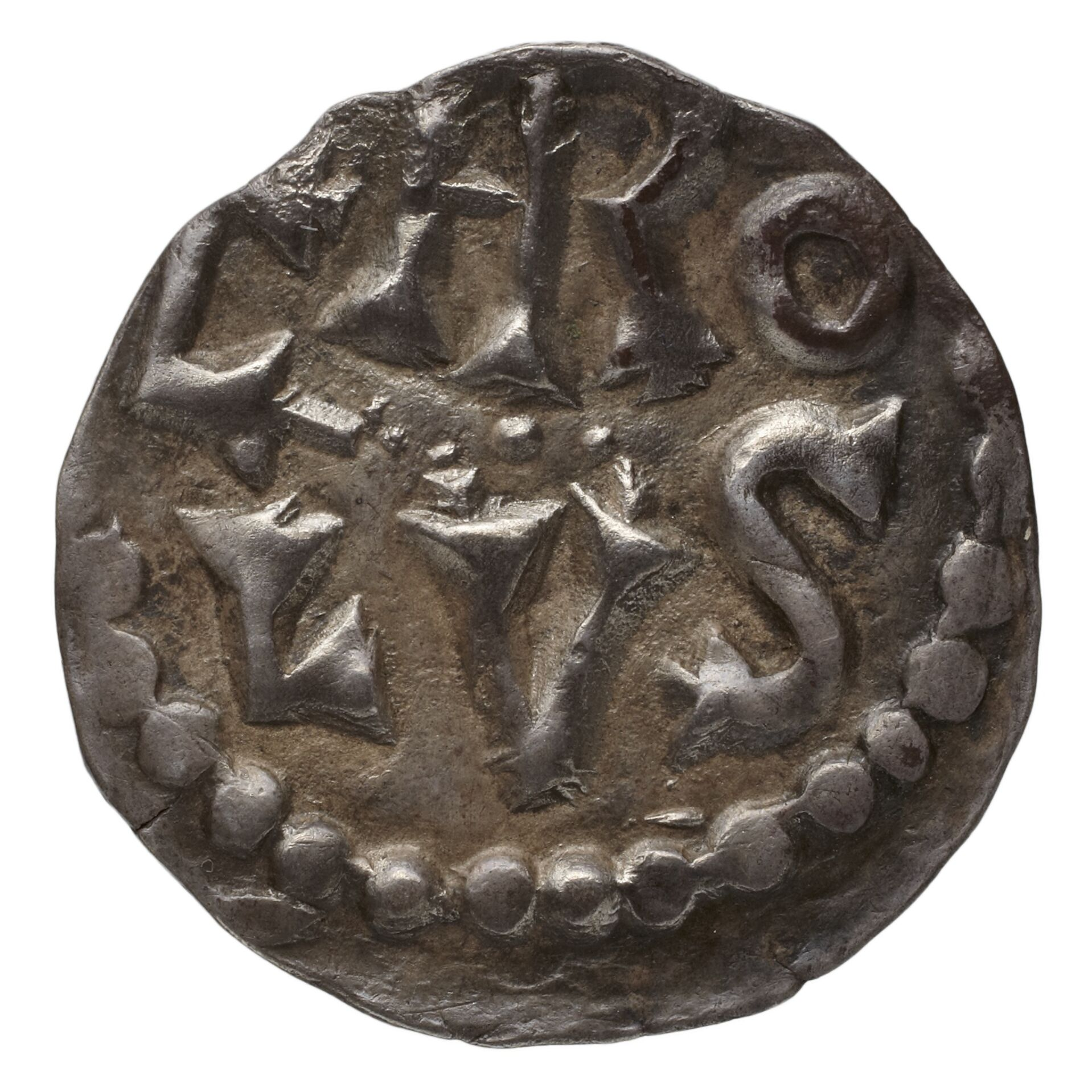
Denier de Charlemagne, Melle.
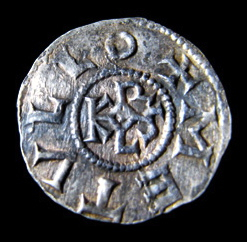
Denier avec monogramme de Charlemagne Karolus Rex et coin de Melle.
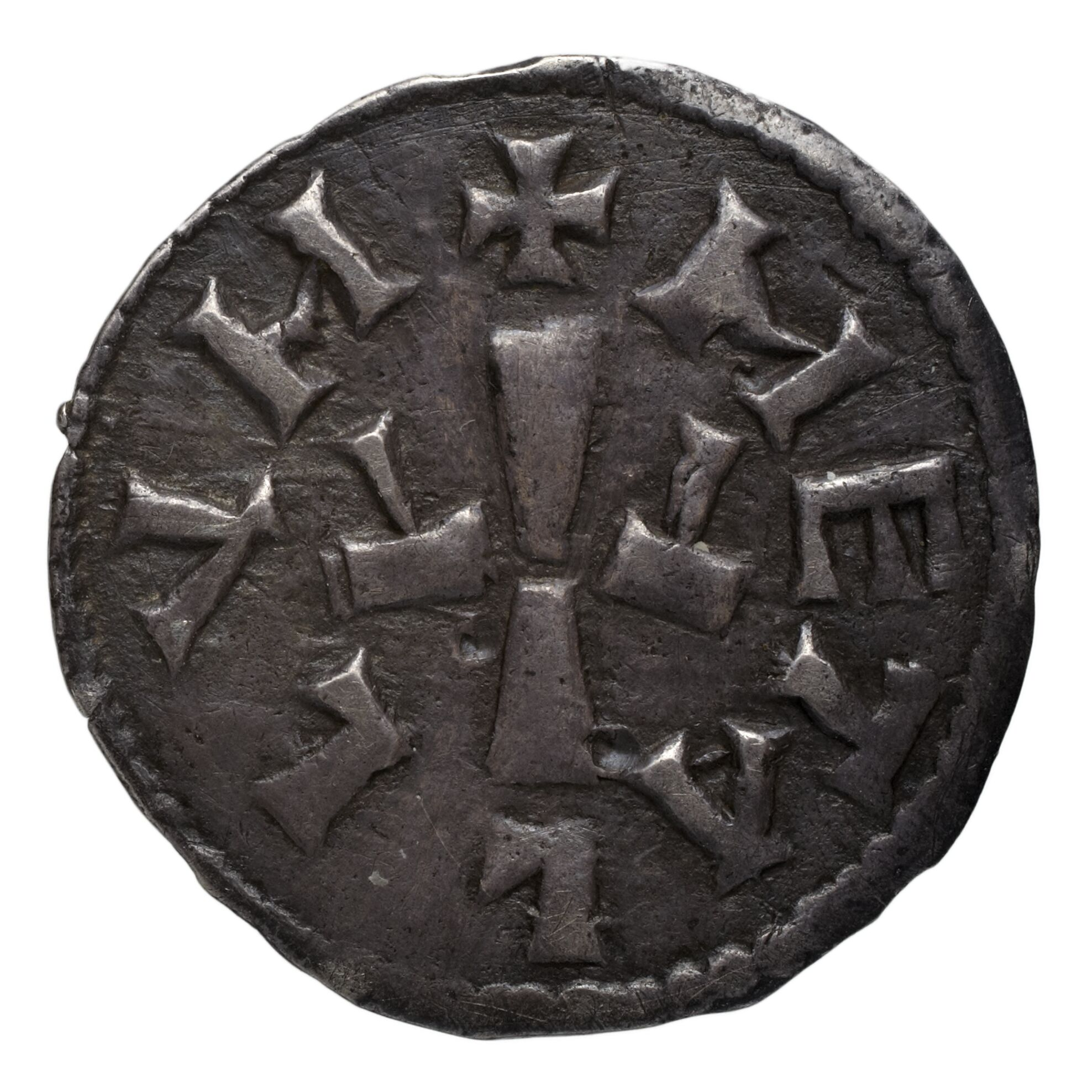
Monnaie. Denier de Louis le Pieux, Melle.
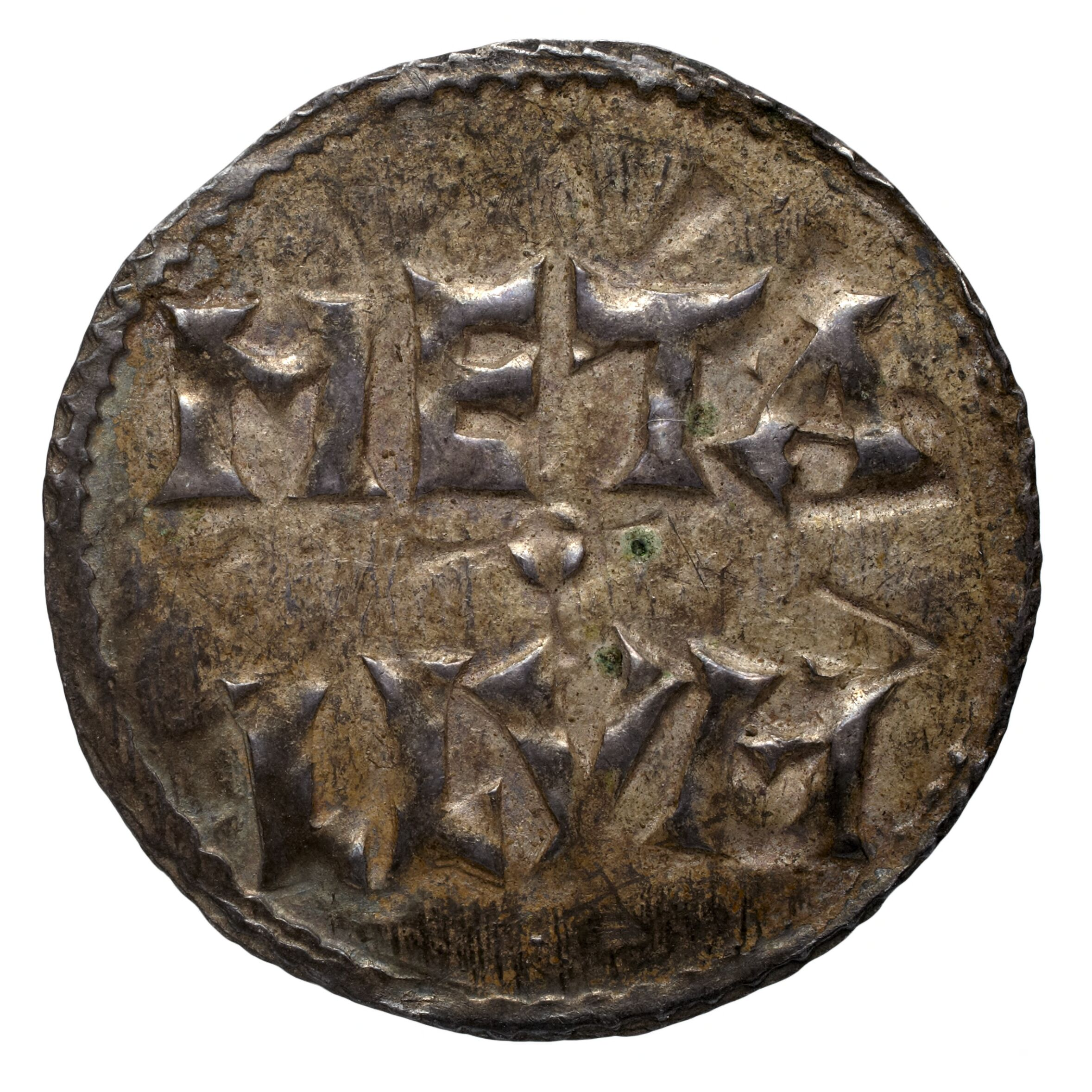
Monnaie. Denier de Charles II le Chauve, Melle.

En 778, Charlemagne érige le comté de Poitou et y envoie une personne dénommée Abbon.
Les comtes de Poitiers établirent une principauté à partir du IXe siècle qui s'étendit entre Loire et Pyrénées, sous le nom d'Aquitaine.
Au milieu du IXe siècle, les invasions normandes touchent le Poitou ; en 848 Melle est pillée.
Certains moines trouvent refuge dans l'abbaye de Saint-Jouin de Marnes, typique de l'art Roman du Poitou, tout comme l'Église Notre-Dame-la-Grande de Poitiers.

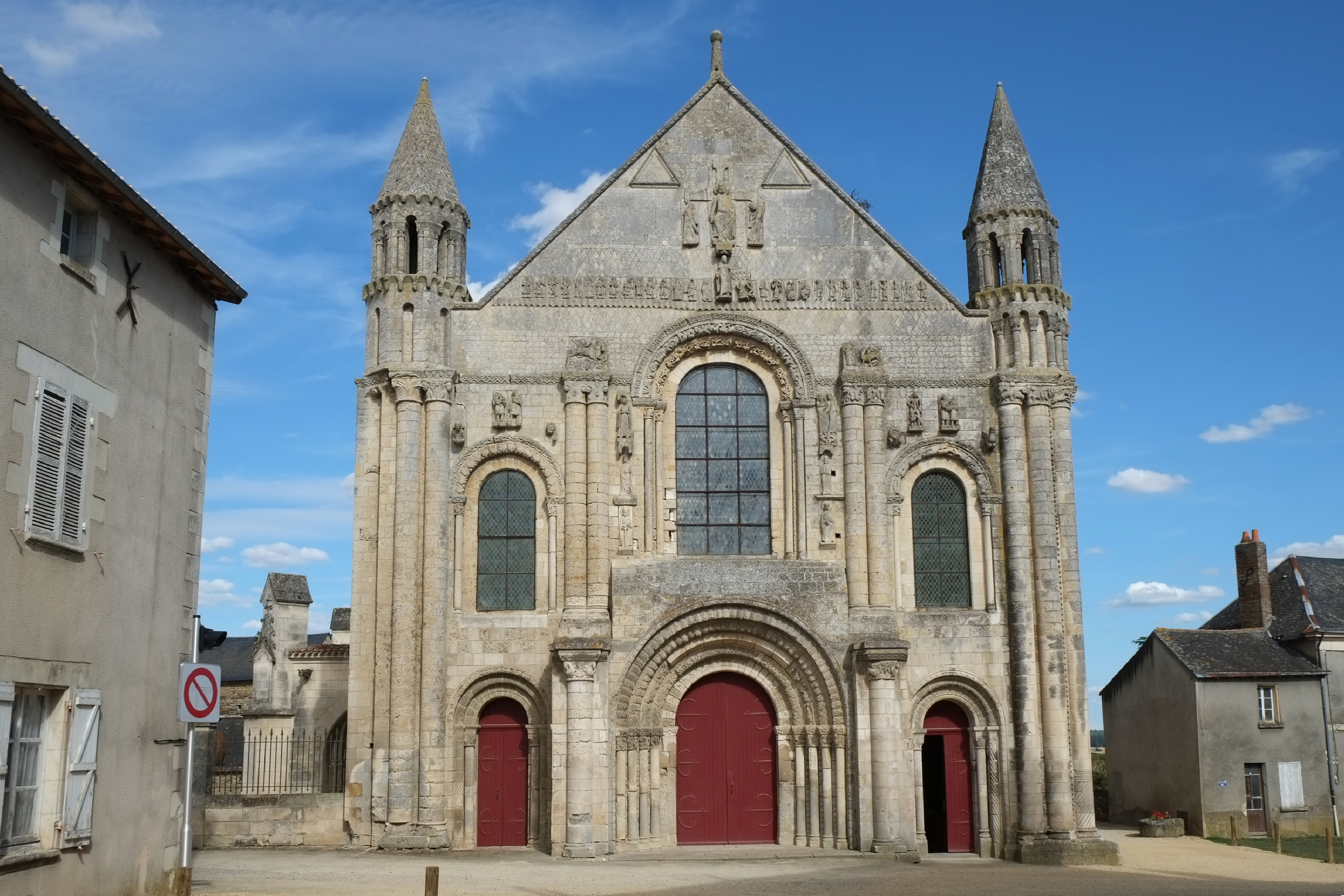
La façade écran de l'église abbatiale Saint-Jouin de Marnes.
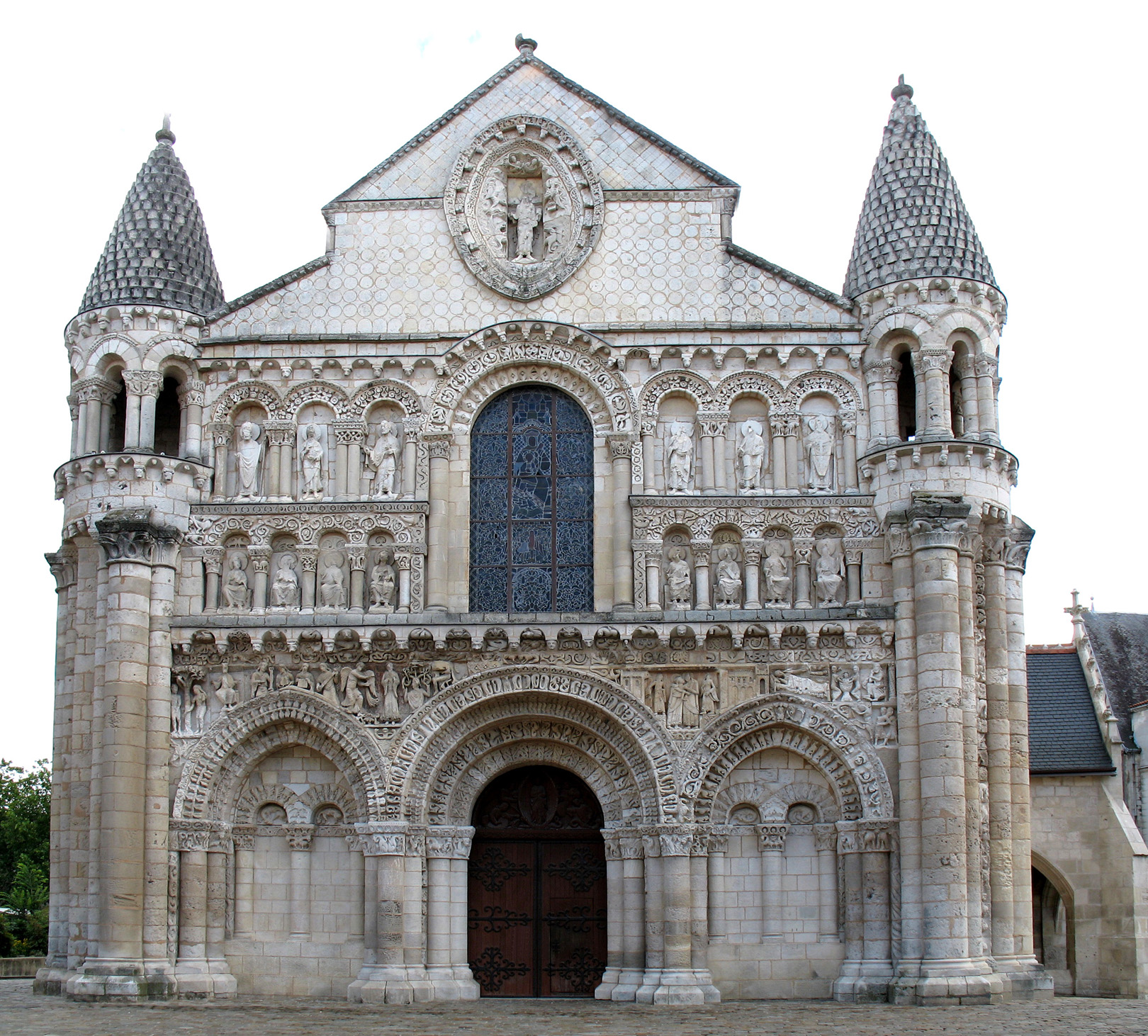
La façade écran de l'église Notre-Dame-La Grande.
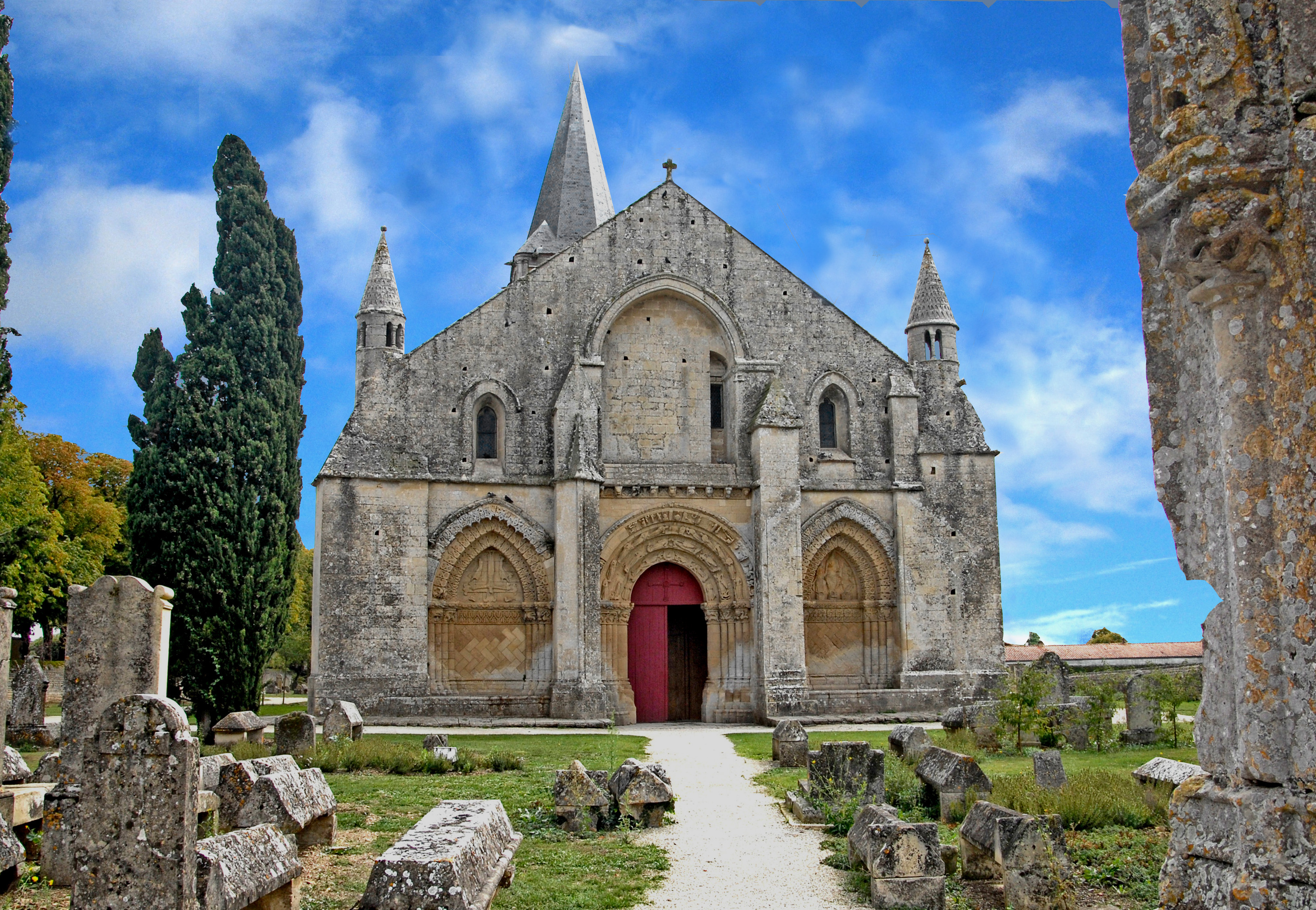
Église Saint-Pierre d'Aulnay.
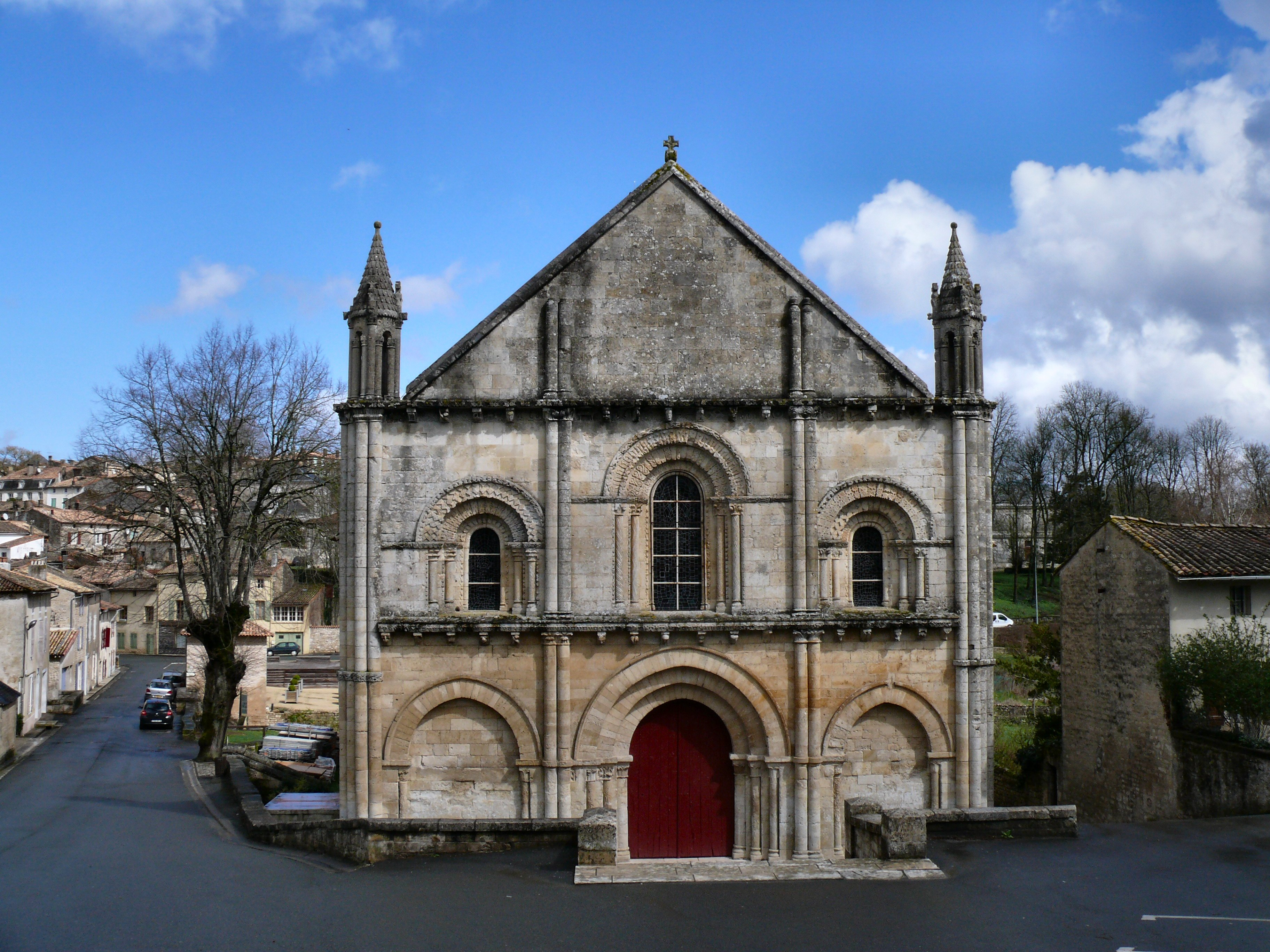
Église Saint-Hilaire à Melle.
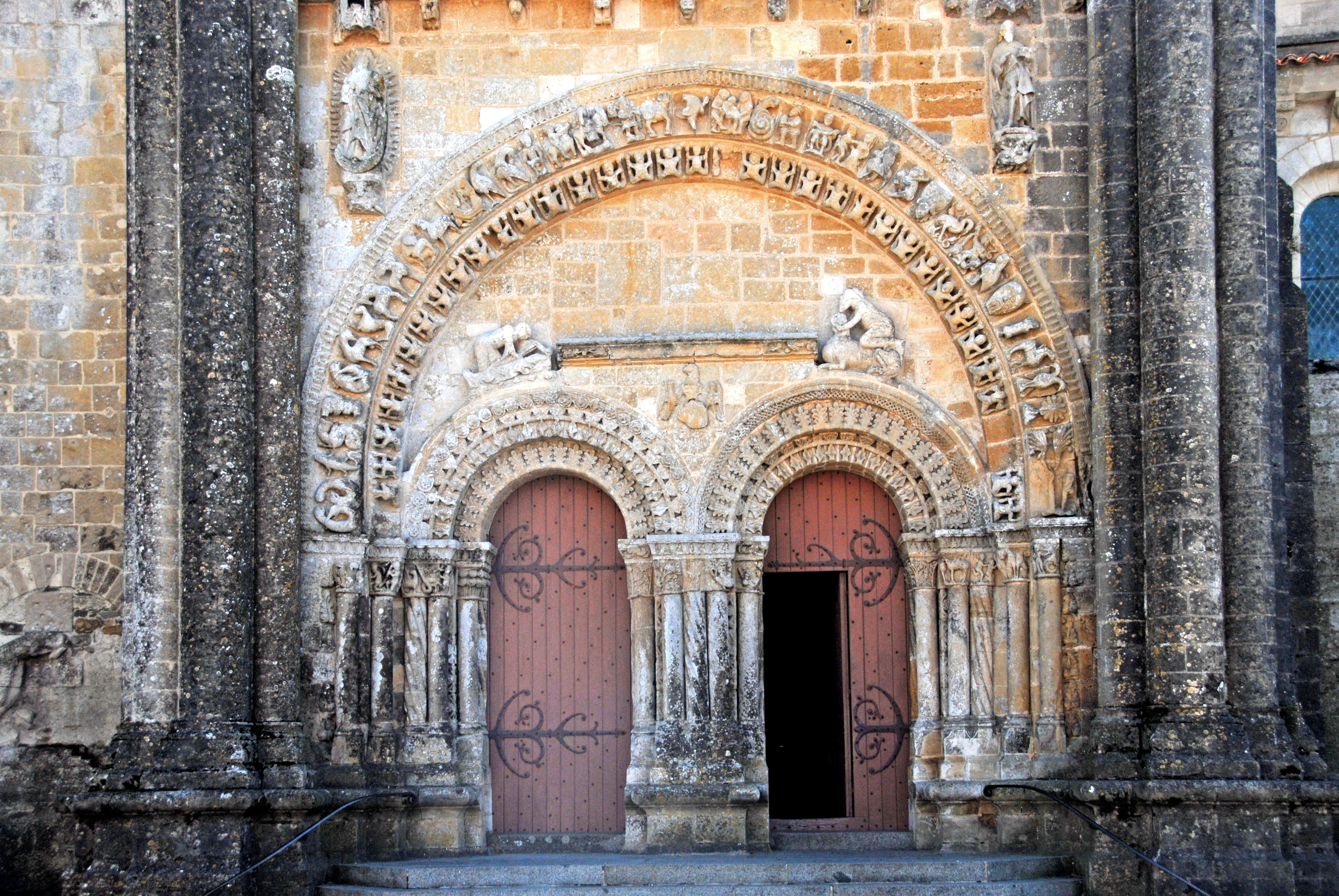
Portail roman comprenant deux portes jumelles, avec archivolte du Poitou, Vouvant.

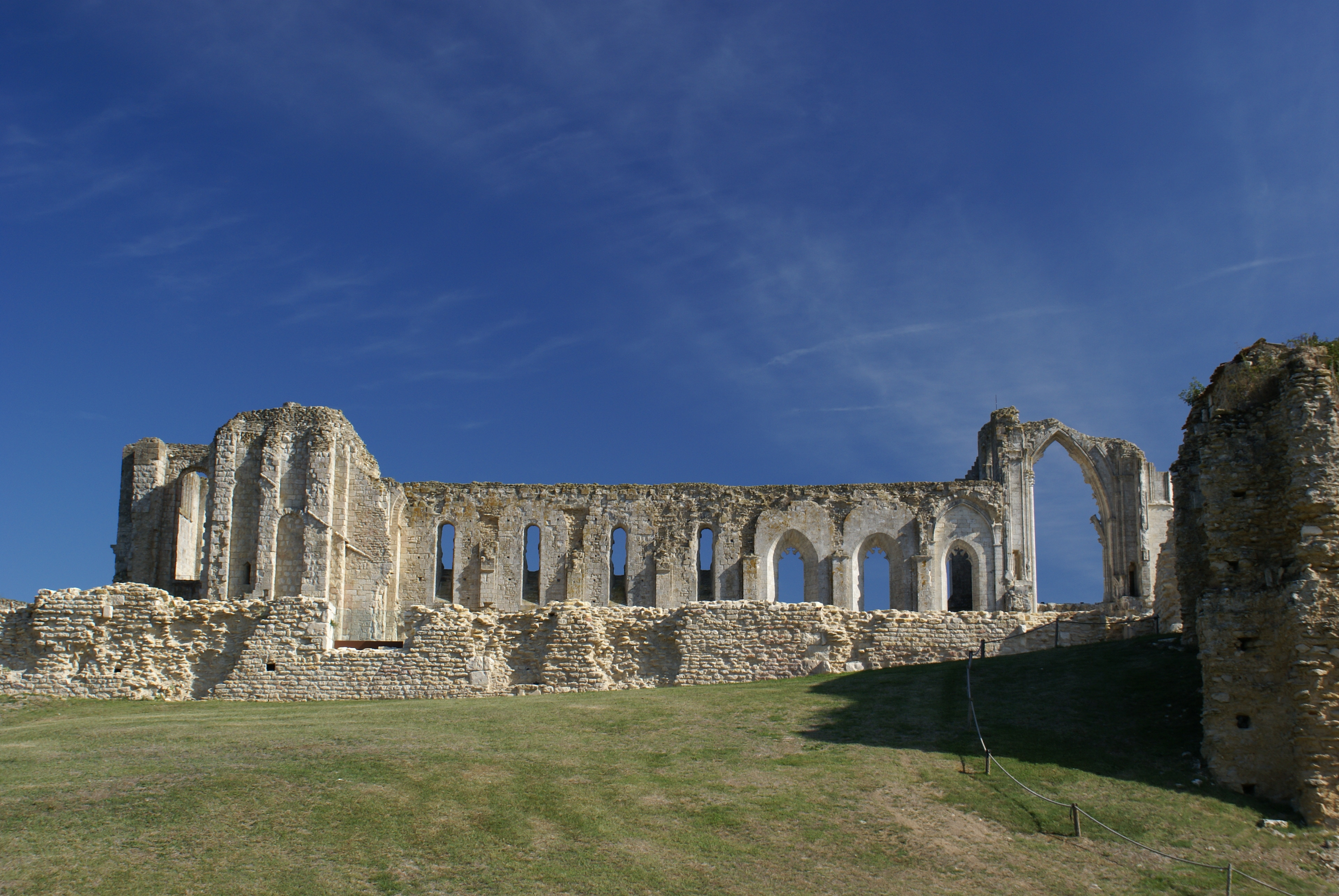
Abbaye de Maillezais.
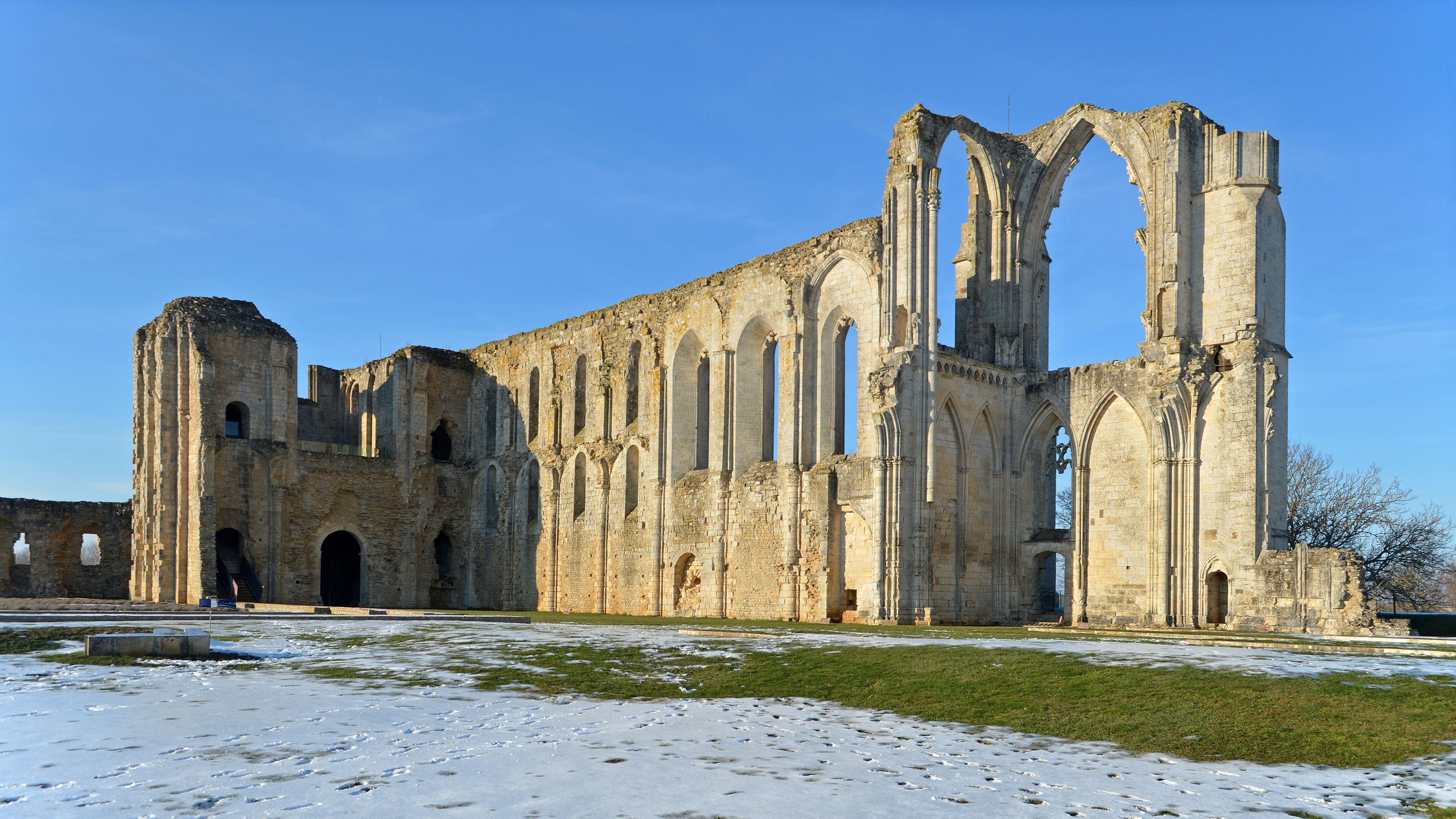
Maillezais - Cathédrale Saint-Pierre.

Entre la fin du Xe et le XIe siècle, le duc d'Anjou, Foulque Nerra guerroie sans relâche contre les comtes de Blois, de Bretagne et de Poitiers. Maintes fois vainqueur de ses adversaires, il agrandit l'Anjou en conquérant le Maine, la Touraine et s'empare des Mauges. Une fois de plus le Poitou se voit amputé de territoires.

#### Bas Moyen Âge
Malgré les mariages de la dernière Ramnulfide, Aliénor d'Aquitaine avec le roi de France Louis VII le Jeune puis, après l'annulation de celui-ci, son remariage avec Henri II Plantagenêt, roi d'Angleterre, le Poitou entendait garder une certaine autonomie et il supporta mal de la voir remise en cause. La noblesse poitevine le manifesta par de nombreuses révoltes : tout d'abord contre le roi d'Angleterre en 1173-1179, 1188 et 1194 ; puis en 1219-1224 et 1242 contre le roi de France (de 1241 à 1271, le Poitou est l'apanage d'Alphonse de Poitiers frère de Louis IX). Cette révolte s'acheva à la bataille de Taillebourg en 1242.
Le conflit entre Capétiens et Plantagenêts, de 1159 à 1259 marque la fin de l'empire Plantagenêt, le Poitou intègre le royaume de France.

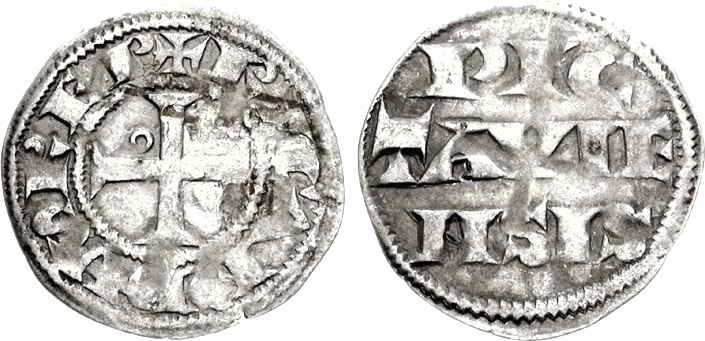
Pièce de Richard Cœur de Lion, comte de Poitiers ; comportant les inscriptions RICARDVS REX / PICTAVIENSIS.
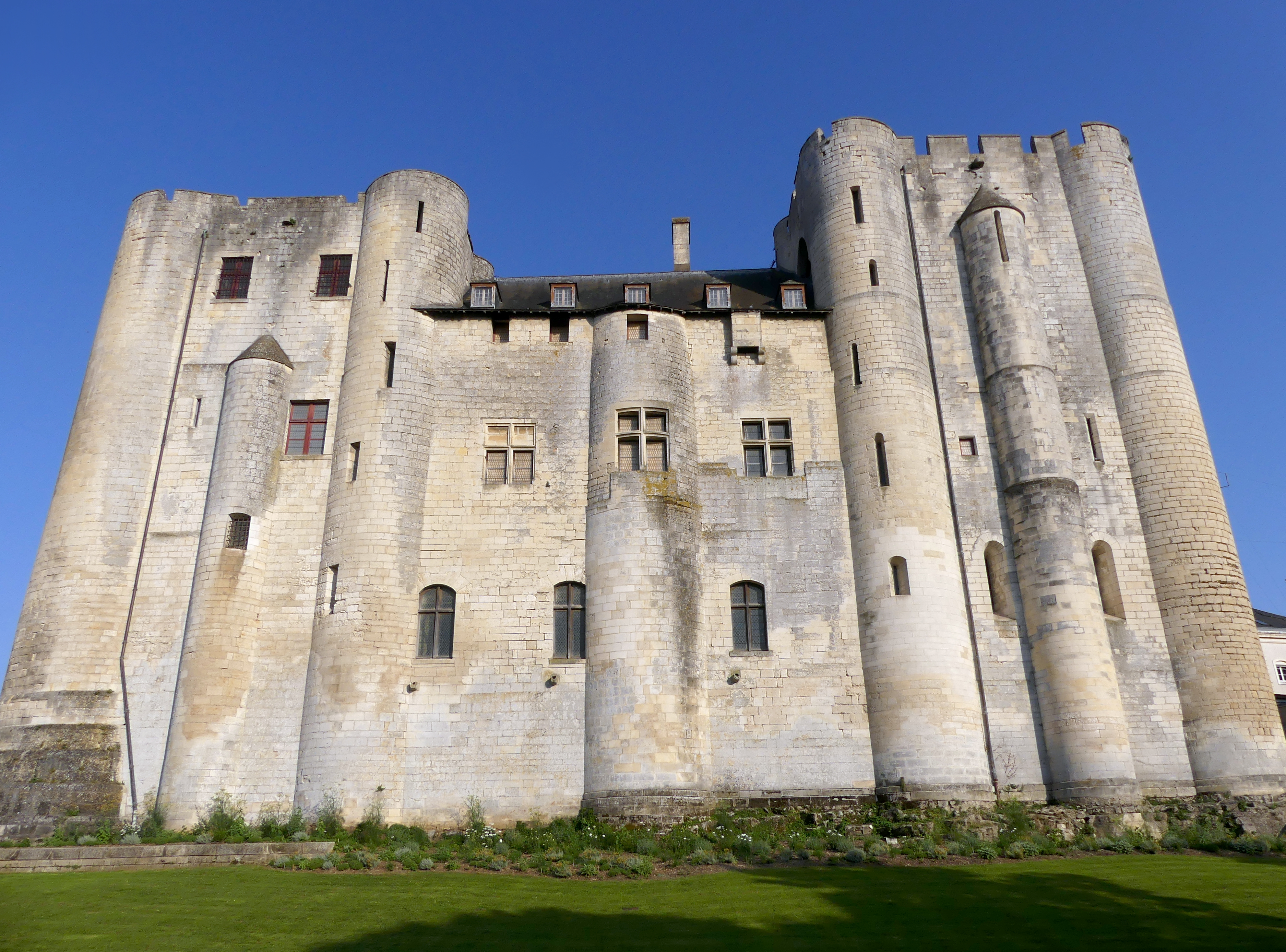
Le château de Niort est un imposant donjon double, seul vestige du château fortifié par Henri II d'Angleterre et son fils Richard Cœur de Lion.
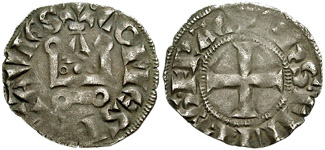
Denier de Philippe de France, « comte du Poitou », qui deviendra le roi de France Philippe V, 1311-1316. +PHILIPPVS à croix cantonnée, PICTAVIENSIS, demi-lys et armes de Castille.

Par la suite et jusqu'à la fin du Moyen Âge, la noblesse poitevine participa à tous les mouvements de contestation du pouvoir central.
Après la désastreuse bataille de Poitiers en 1356, ou le roi de France est fait prisonnier, en 1360, le Poitou est donné à l'Anglais à la suite du traité de Brétigny. Il le conservera jusqu'à la fin du conflit en 1453.
La maison de Lusignan, fondée selon la légende par Mélusine et Raymondin, fournit plusieurs rois de Chypre et de Jérusalem ; elle est une des principales familles du Poitou, et détient un temps le comté d'Angoulême et celui de la Marche.

### XVIe,XVIIeetXVIIIesiècles
Au XVIe siècle, la Réforme s’implante dans la province, à la suite notamment du passage de Calvin, et notamment dans les campagnes. La province est un fidèle soutien des protestants durant les guerres de Religion, et est durement touchée (sièges de Niort, de Poitiers).
C'est au XVIe siècle que la famille Creuzé se crée dans le Poitou, elle deviendra par la suite une des familles les plus importantes de la région.
Les protestants sont environ 90 000 vers 1630.
Les Poitevins forment une partie importante des colons partis en Nouvelle-France au Québec.
En 1790, le Poitou donna principalement naissance aux départements de Vendée, des Deux-Sèvres et de la Vienne et laissa quelques paroisses anciennement poitevines intégrées dans les nouvelles communes des divers départements limitrophes.
Après les guerres de Vendée, Napoléon Ier souhaite pacifier la région. Le décret impérial du 5 prairial an XII (25 mai 1804) pris par Napoléon Ier, alors premier consul de France, dispose le transfert de la préfecture de la Vendée de Fontenay-le-Comte à La Roche-sur-Yon. Naît alors une ville moderne dessinée par les ingénieurs Cormier et Valot sous la forme d'un pentagone possédant un plan en damier organisé autour d'une vaste place civique.

Huitième guerre de Religion (1585-1598) sur la carte de la France en 1685.
Territoires contrôlés par les Huguenots
Territoires disputés entre les Huguenots et la Ligue de Guise

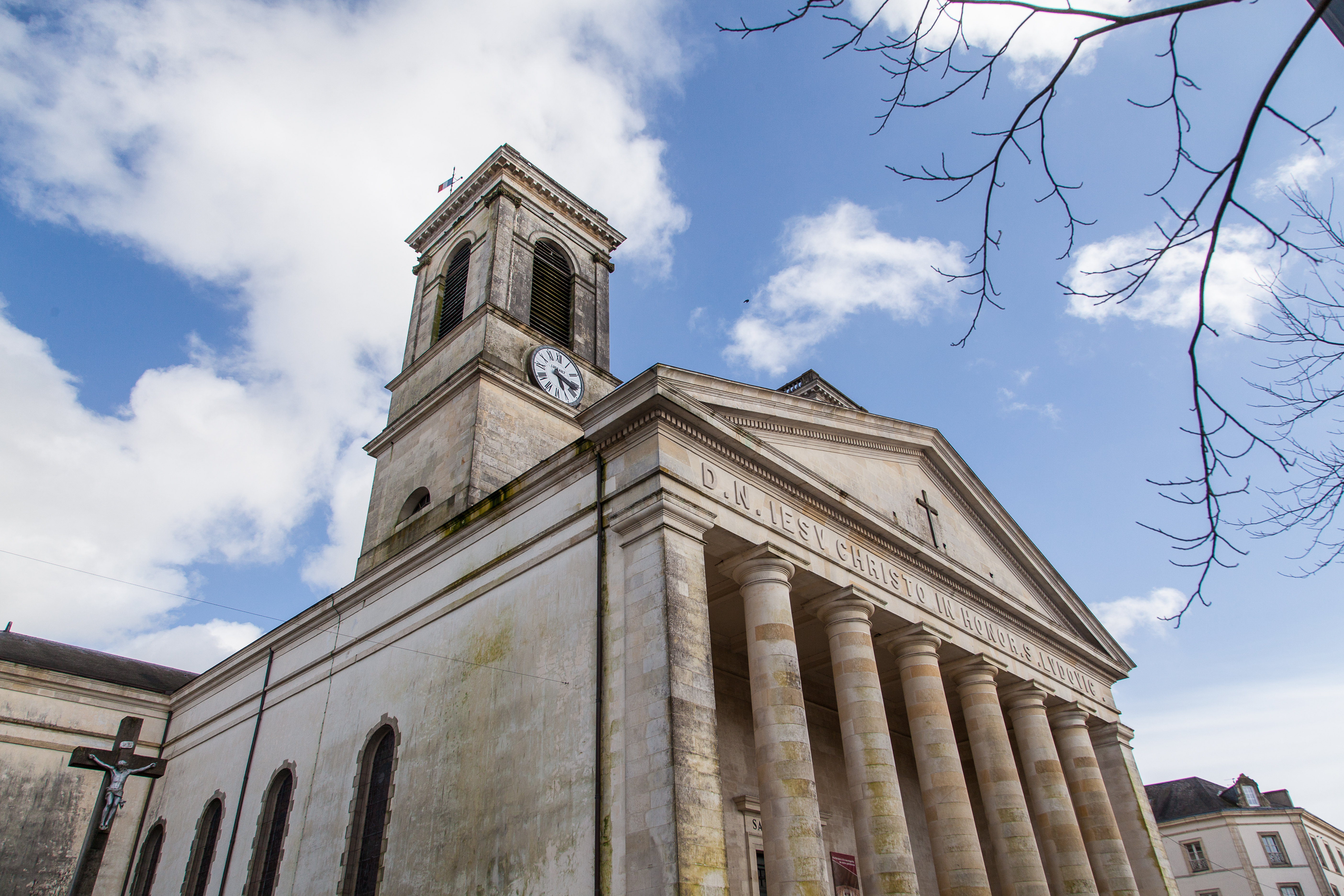
Église Saint-Louis de La Roche-sur-Yon.

Certains travaux seront finis après la chute du Premier Empire, comme l'église Saint-Louis, commandée en 1804 et terminée en 1829.
La Roche-sur-Yon compte aujourd'hui encore plusieurs bâtiments de style néo-classique comme le théâtre municipal, l'église Saint-Louis ou bien l'ancien palais de justice.

### Histoire récente
Dès 1956, le Poitou est divisé, d'abord dans le cadre des circonscriptions de programmes d'actions régionales, puis au sein des régions, où le Bas-Poitou (Vendée) est intégré aux Pays de la Loire, tandis que les Deux-Sèvres et la Vienne sont rattachés à la région Poitou-Charentes.
Le 1er janvier 2016, cette division persiste puisque les Deux-Sèvres et la Vienne sont intégrés à la région Nouvelle-Aquitaine. Aujourd'hui se pose la question territoriale du Poitou, pour des notions du type infrastructure routière et cyclable, ou développement du tourisme par exemple, sur le modèle de la fusion des deux départements de l'Alsace en 2021, créée dans la période après-Covid, ces deux départements continuent d'exister administrativement ; comme Jean-Pierre Raffarin, ancien Premier ministre, rappelle sur son compte Twitter personnel, le 19 avril 2021 qu'il propose toujours cette fusion des départements pour créer le Poitou. Après la création de la marque Poitou, le déploiement de la fibre se fait sous le nom de Poitou numérique,, la fusion des archives départementales en 2020, une première en France, deviennent les archives du Poitou, le magazine Poitou a, lui, été créé en 2022.

## Blason et drapeau
Plusieurs blasons différents ont été utilisés ou proposés pour représenter la province du Poitou.

### Premières armoiries associées au Poitou

Possible blason originel du Poitou.

Les premiers comtes du Poitou (et notamment la dynastie ramnulfide) ont vécu avant l'apparition et le développement formel de l'héraldique. Ils utilisaient probablement des symboles distinctifs mais que nous ne connaissons pas. Il est possible (quoique spéculatif) que le blason au lion rampant de gueules vienne au départ de cette famille.
Aliénor d'Aquitaine, comtesse de Poitou, épouse Henri Plantagenêt en 1152. En cette période naissante de l'héraldique les Plantagenêt utilisent des lions dans leurs armes, mais au départ sous des formes et couleurs variées et très différentes de celles associées au Poitou.
Henri II fait son frère Guillaume FitzEmperesse comte de Poitou. Guillaume utilise un blason montrant un unique lion rampant. Puis Richard Cœur-de-Lion, fils d'Aliénor, devient comte de Poitou et en tant que tel il reprend les armes de son oncle, déjà associées à la province. Richard fait un très grand usage de ces armes en tant que comte de Poitou, avant d'être roi d'Angleterre. Puis, le comté de Poitou passe à son neveu Othon de Brunswick. Othon reprend le sceau de Richard Cœur-de-Lion, au lion rampant. Après Othon, c'est Richard de Cornouailles qui est fait comte de Poitou. Il reprend les armes du Poitou au lion rampant, qu'il augmente en rajoutant en bordure les besants des armes de Cornouailles.
Ce blason, « d'argent au lion rampant de gueules, à la bordure de sable chargée de besants d'or » a continué à être utilisé avec quelques variations par la ville de Châtellerault et par celle de Poitiers (augmenté par un chef de France, honneur accordé aux bonnes villes).
Les derniers Ramnulfides, régnant en Orient latin, ainsi que la maison de Lusignan, qui sont liés par mariage à la dynastie et prétendaient en être issus, utilisent également le lion rampant de gueules sur leurs armoiries.
Plus récemment, la région Nouvelle-Aquitaine issue de la fusion des régions Aquitaine, Poitou-Charentes et Limousin a adopté un blason avec les mêmes éléments et couleurs, explicitement en référence à l'époque des Ramnulfides et des Plantagenêts où les trois régions étaient réunies sous les mêmes seigneurs.

Blason de Cornouailles.
Armes de Richard de Cornouailles.
Armoiries de Châtellerault.
Armoiries de Poitiers.
Armoiries de Lusignan et des rois de Chypre.
Blason de la région Nouvelle-Aquitaine.

### Blason d'Alphonse de Poitiers et blason aux châteaux

Armoiries d'Alphonse de Poitiers.

En 1204, le comté de Poitiers est rattaché au domaine royal français. Alphonse, frère du roi Louis IX est fait comte apanagiste du Poitou en 1241. Selon les règles de l'héraldique, il doit distinguer ses armoiries de celles de son frère le roi. Il choisit de combiner celles de son père avec celles de sa mère, Blanche de Castille.
Description héraldique : « parti au I d'azur semé de fleurs-de-lys d'or, parti ll de gueules semé de châteaux d'or ».
Ces armes purement personnelles disparaissent avec Alphonse, mort en 1271 et sans postérité. Le comté de Poitou est plus tard donné en apanage à Philippe le Long, qui utilise ses propres armes personnelles sans trace des châteaux de Castille, puis encore cinq autres fois à d'autres princes capétiens, et aucun ne réutilise les armoiries d'Alphonse.

Armoiries aux cinq châteaux.

Cependant, de la Renaissance jusqu'au XIXe siècle, des érudits ont cru voir dans les armes d'Alphonse les antiques armes du Poitou, ou bien ont décidé de s'en inspirer pour lui en attribuer (il était très courant en héraldique d'attribuer  a posteriori et de façon fantaisiste des armoiries à des personnes ou à des choses).
Les hommes des XVIe et XVIIe siècles hésitaient entre une tour et un château. On lit ainsi dans Jean de La Haye, en 1581: « de gueules échiquetées de tours ou de châteaux d'or ». En 1610, on retrouve en frontispice des Coutumes du Poitou, un écusson où figurent des tours. La présentation n'est pas très gracieuse; elles sont posées trois en haut de l'écu (en chef) et deux en bas (en pointe). En 1659, alors que jusqu'à présent, le nombre de tours n'était pas fixé, Finé de Brianville, auteur d'un petit armorial écrit : « Poitou : de gueules à 5 tours d'or en sautoir ». Cette nouvelle disposition figure dans plusieurs ouvrages et sur le papier timbré de la généralité de Poitiers de 1740 à 1748. Elle trouva de l'écho auprès de la Commission des sceaux et armoiries de l'État qui sous le régime de Vichy, confirma l'attribution à la province des armoiries à cinq châteaux d'or sur fond rouge [réf. nécessaire].
Description héraldique : « de gueules à cinq châteaux d'or en sautoir ».
Ce sont ces armes qui sont ensuite utilisées notamment par la gendarmerie pour les écussons de la région Poitou-Charentes, ainsi que par Robert Louis dans la conception des blasons des départements de la Vienne (avec des châteaux), des Deux-Sèvres (avec des tours) et de la Vendée. Après la création de la région Nouvelle-Aquitaine la gendarmerie au lieu d'utiliser le blason que cette dernière a adopté, a choisi une composition reprenant les armes des régions fusionnées, avec les châteaux pour le Poitou-Charentes.

Blason du royaume de Castille.
Armoiries de la Vienne.
Armoiries des Deux-Sèvres.
Armoiries de la Vendée.
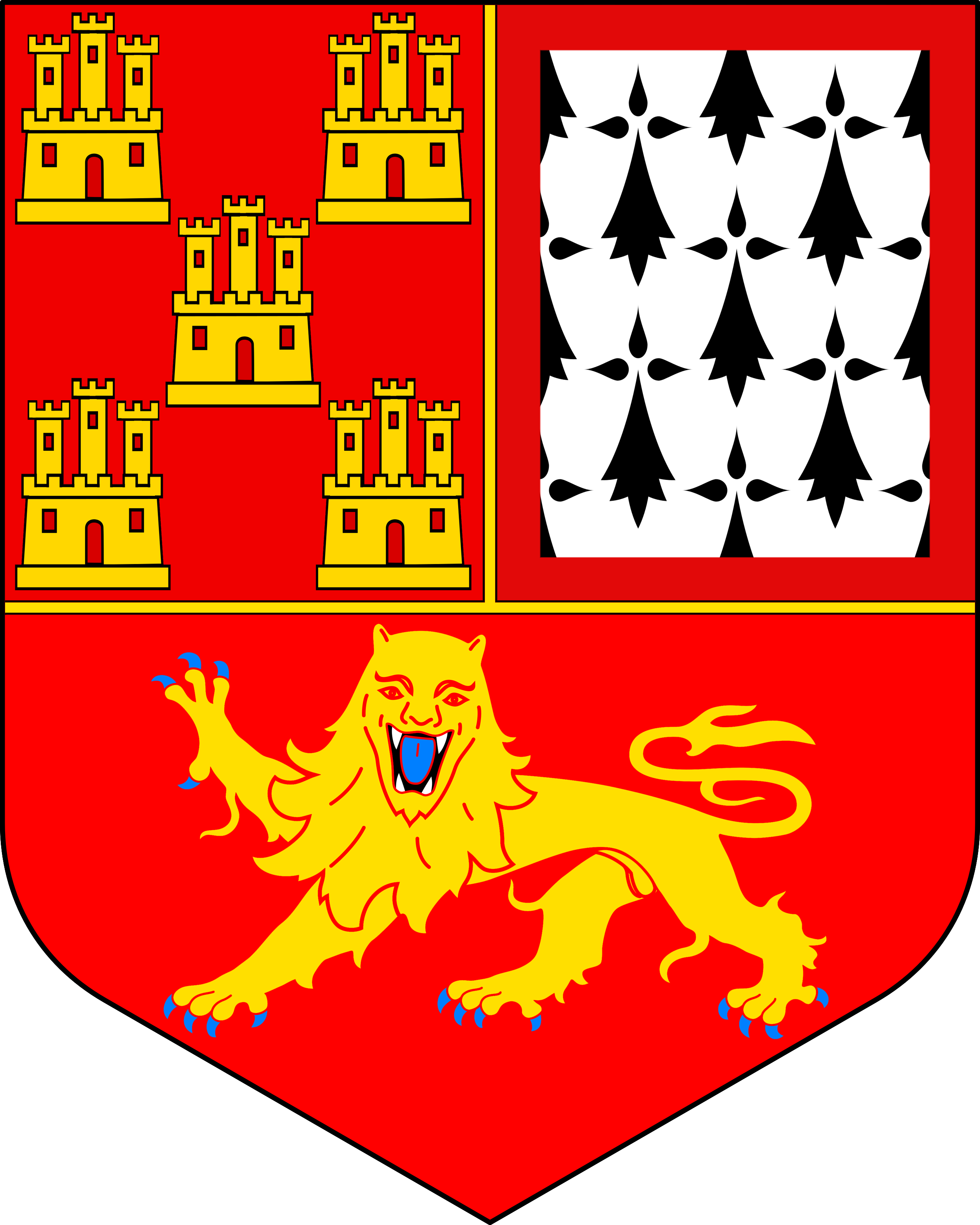
Ecusson de la RGNA.

### Drapeau poitevin de la Société Vexillologique de l'Ouest et blason simplifié

Proposition de drapeau.

La Société Vexillologique de l'Ouest, se fondant sur les arguments historiques présentés plus haut, milite depuis 1996 contre le blason aux châteaux et en faveur d'un blason au lion rampant de gueules, avec une bordure de sable chargée de douze besants d'or, sur le modèle des armoiries de Poitiers et de Châtellerault.
En parallèle, l'association fait la promotion d'un drapeau poitevin, reprenant les éléments et couleurs principales du blason au lion de façon simplifiée : un champ coupé blanc et noir, avec un lion rampant rouge sur le tout. La bande blanche représente le Haut-Poitou c'est-à-dire les départements de la Vienne (Poitiers) et des Deux-Sèvres (Niort), dont les sols sont généralement calcaires, et la bande noire représente le Bas-Poitou c'est-à-dire le département de la Vendée, dont les sols sont généralement granitiques. Quoique non officiel, ce drapeau jouit d'une assez grande popularité, ainsi on le retrouve par exemple utilisé comme motif pour une robe réalisée pour Miss Poitou-Charentes.

Blason simplifié.

Le succès de la proposition de drapeau en vient à éclipser et remplacer celle d'armoiries. Ainsi un blason reprenant le dessin du drapeau est présenté sur Internet comme "blason du Poitou", vendu en autocollant pour plaque d'immatriculation, et a également été proposé comme blason pour l'ancienne région Poitou-Charentes.
Description héraldique : « coupé d'argent et de sable, un lion de gueules brochant sur le tout » ;
Traduction en français courant : « coupé en deux dans la hauteur, blanc en haut et noir en bas avec un lion rouge par-dessus l'ensemble ».

## Culture régionale

### Cuisine

#### Entrées
- Pâté poitevin, pâté à dominante végétale (limbe de bettes, épinards, choux, oseille…), avec œufs et lardons.
- Farci poitevin, recette assez semblable à la précédente mais le pâté est cuit et présenté dans une feuille de chou entière.
- Fèves : graines encore vertes et tendres dégustées à la manière des radis.
- Melon du Haut-Poitou IGP[40].
- Escargots, appelés luma et cuisinés en sauce.
- Mijet soupe sucrée au vin et aux morceaux de pain.

#### Plats de résistance
- Sauce aux lumas (petit-gris) dite aussi « aux cagouilles » dans la partie du Haut-Poitou voisinant la Charente.
- Chou farci au poivre vert et au cognac, variante du farci poitevin.
- Sauce à la couenne.
- Fressure poitevine (sauce de pire), sauce au vin réalisée avec des  abats (poumons, cœur, foie) et du sang de cochon.
- Jambon de Vendée, IGP de 2014 mais recette de jambon traditionnelle dans tout le Poitou.
- Grattons, débris de porc cuits dans la graisse (Littré) lors de la cuisine du cochon.
- Bonnotte de Noirmoutier, pomme de terre.
- Mogettes (haricots blancs), préférées demi-sèches par les connaisseurs.
- Fricassée d'anguilles du Marais.
- Matelote d'anguille.
- Chevreau à l'ail vert (Pâques).
- Mouclade (baie de l'Aiguillon et partout en Poitou).
- Embeurrée ou salade de grenons ou piochons de choux, grenon ou piochon désigne l'inflorescence des brassica (choux, navets…) juste avant floraison, ils étaient traditionnellement prélevés sur les bourgeonnements de choux fourragers effeuillés en fin d'hiver[41] et considérés comme une aubaine (supérieure au brocoli). Peut être préparé aussi avec la variété cima di rapa ou avec du colza qui en donnent énormément.
- Far à l'oseille : fondue de feuilles de vinette (Rumex acetosa ou Rumex acetosella) et d’échalotes à laquelle on peut rajouter sauce blanche, mie de pain, lardons, œufs durs[42].

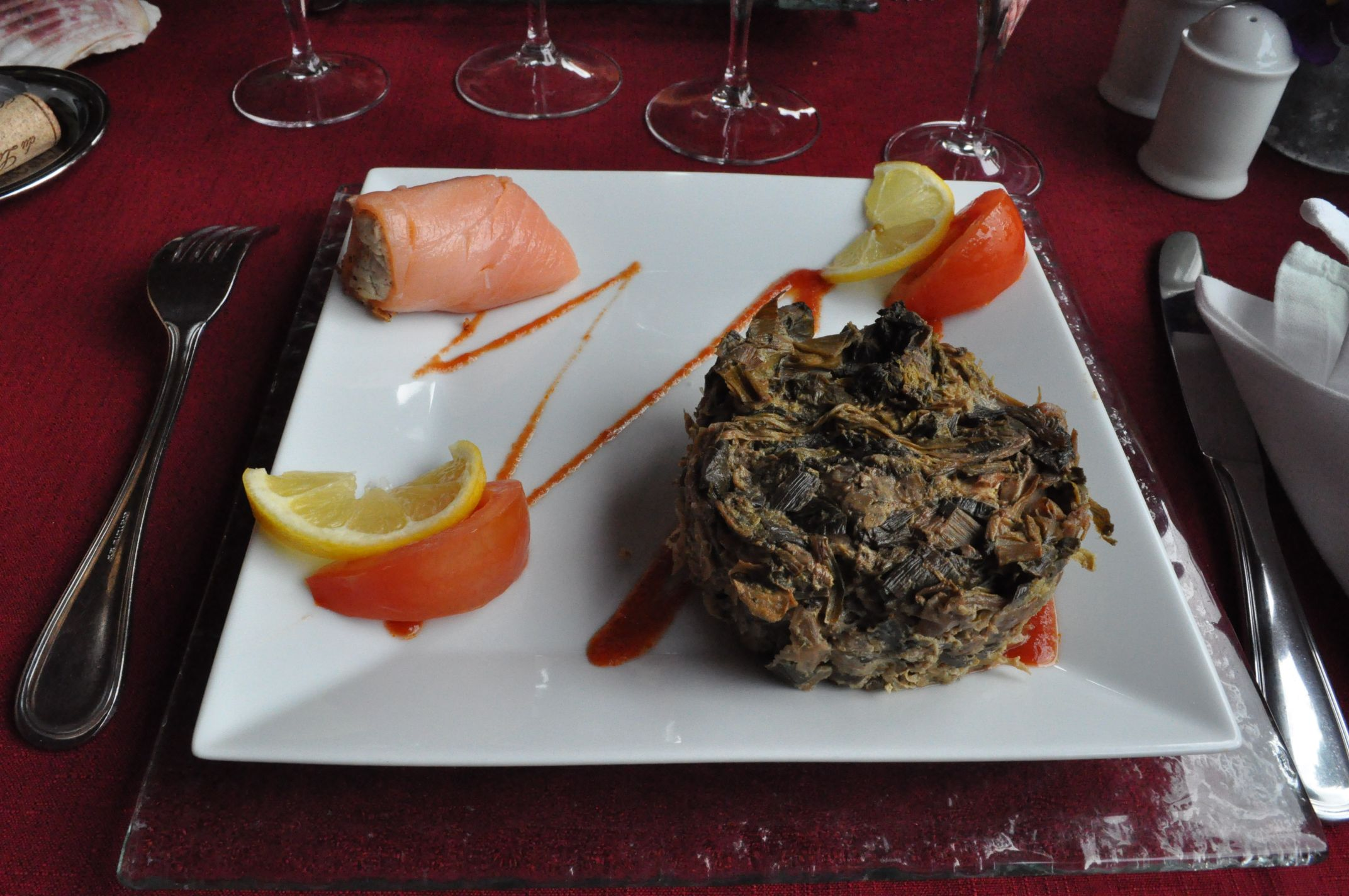
Farci Poitevin.
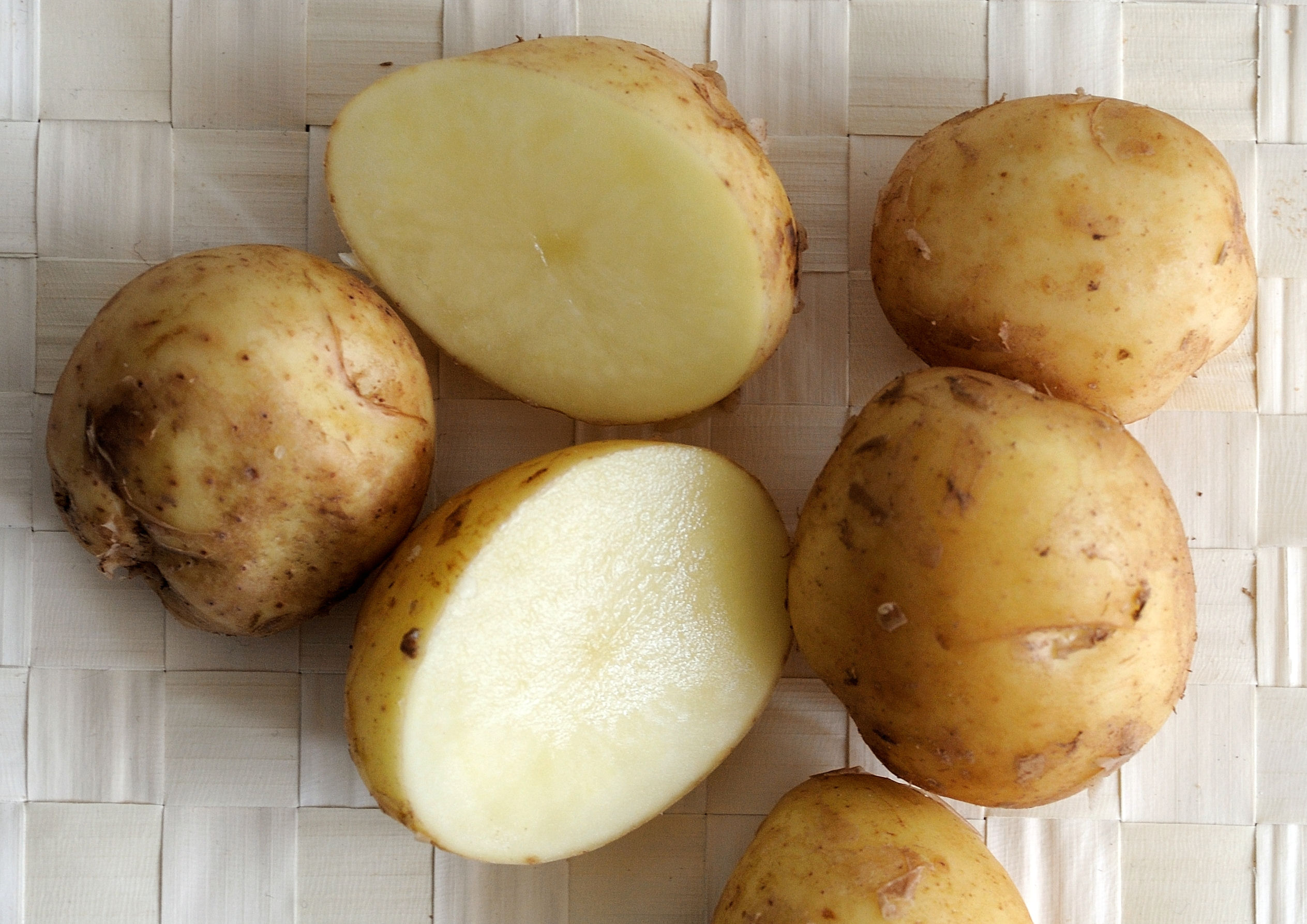
Pomme de terre primeur de l'île de Noirmoutier : variété Bonnotte.
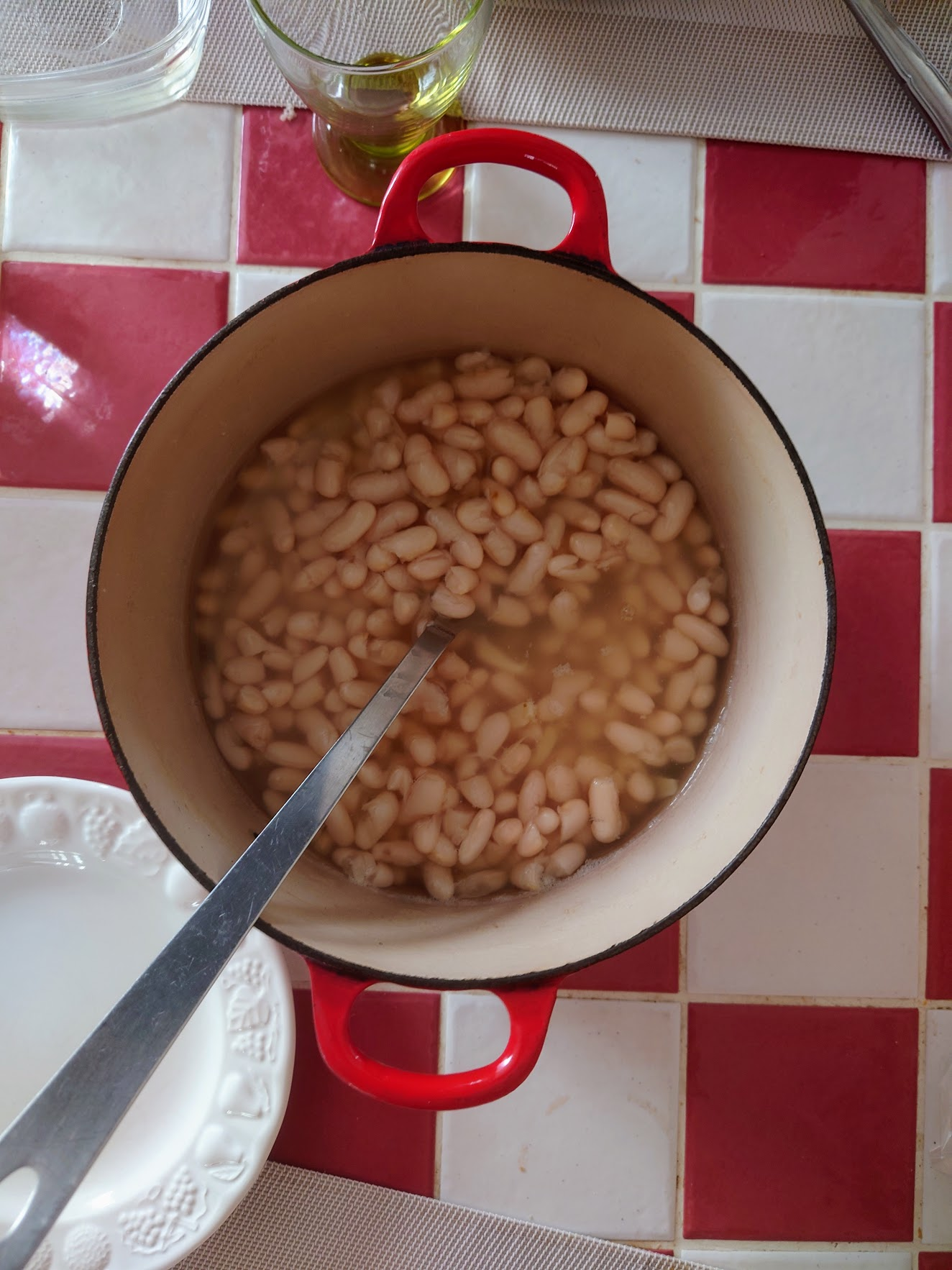
Plat de mogettes natures.
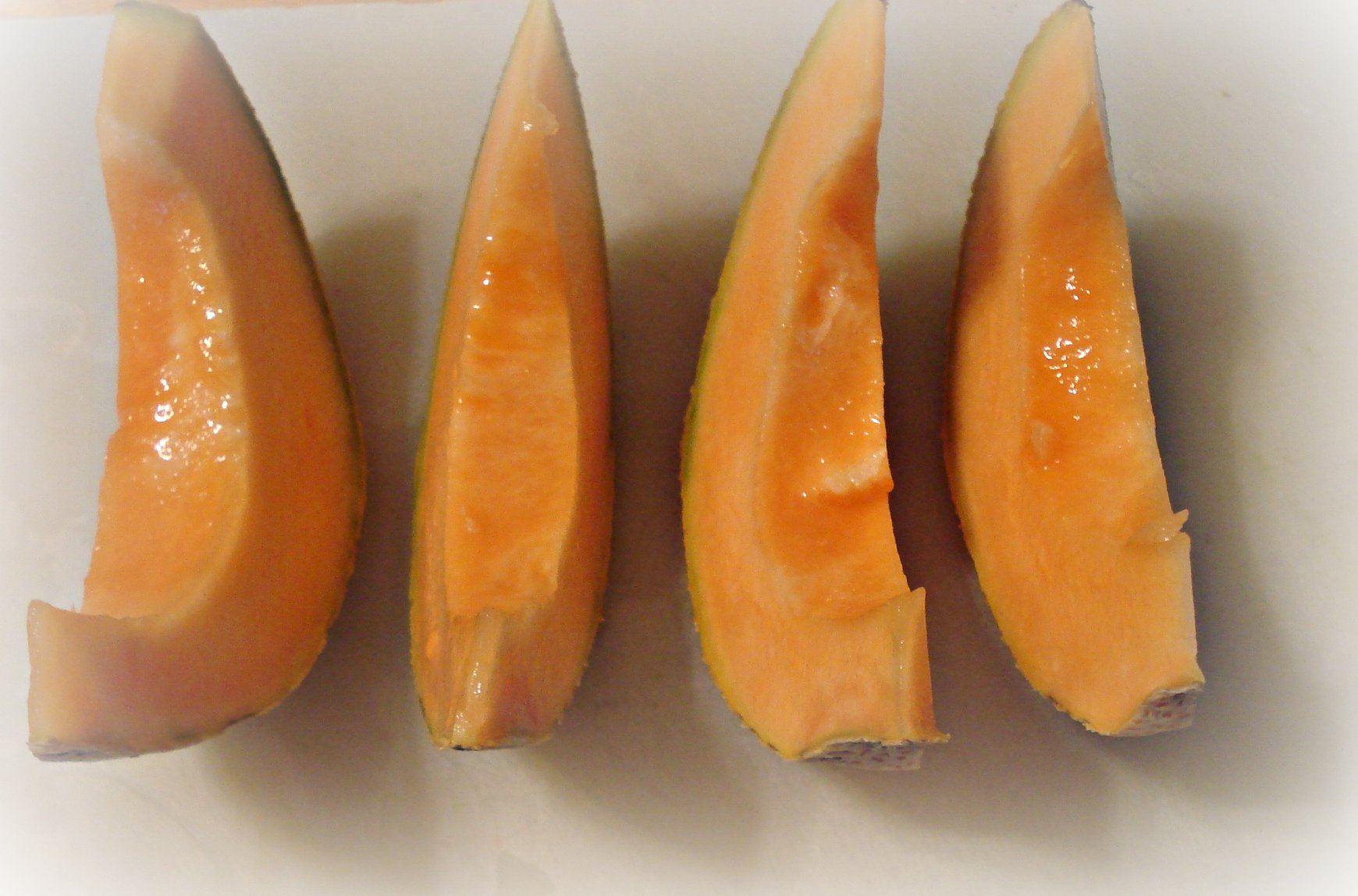
Melon du Haut-Poitou en tranches.

#### Fromages

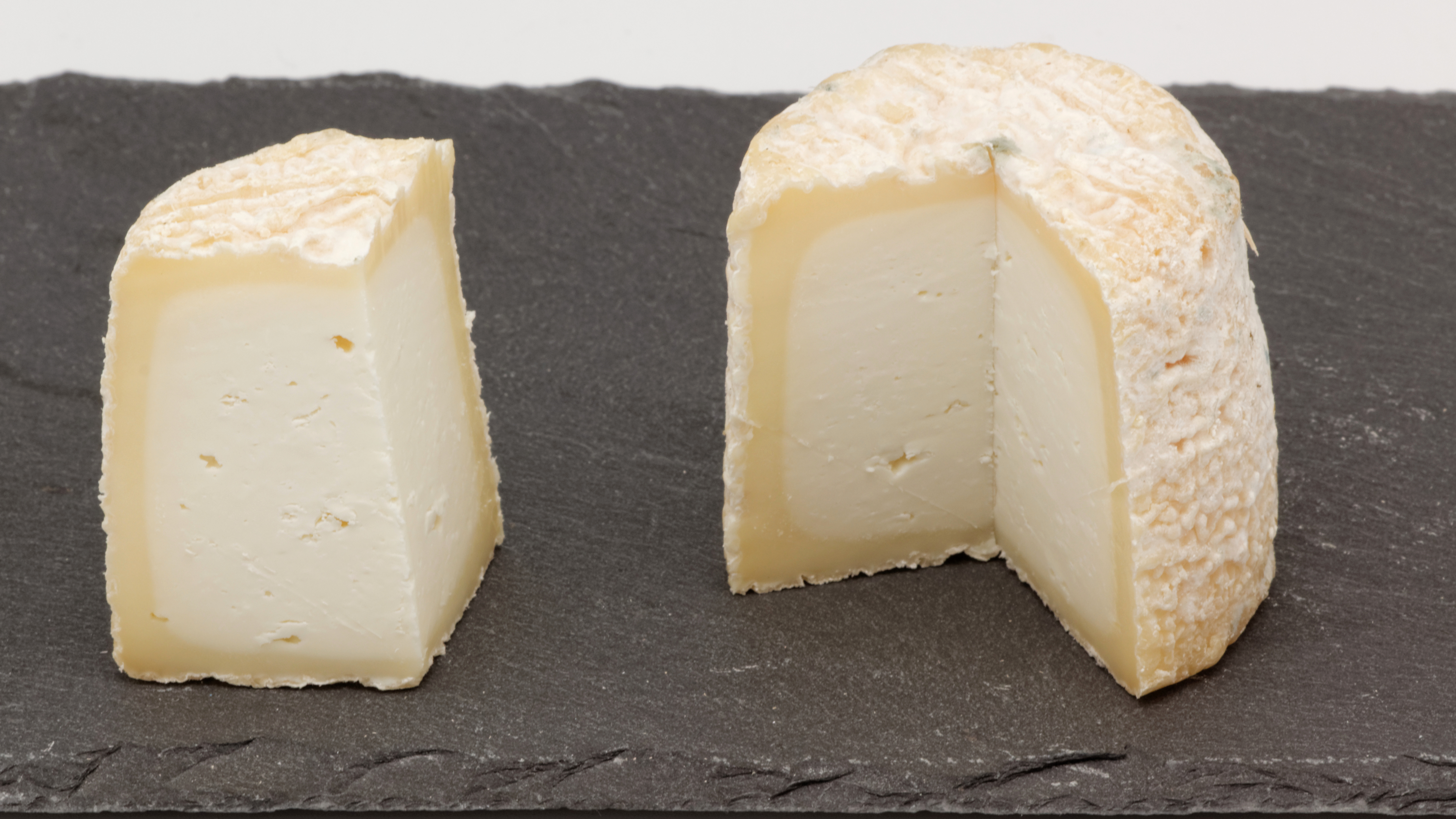
Chabichou du Poitou.
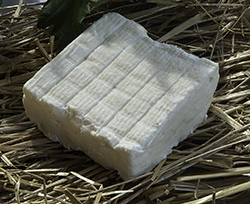
Carré du Poitou.
- Caillebotte : lait caillé à la présure ou à la chardonnette à manger en dessert avec du sucre, présent en Vendée et en Deux-Sèvres.
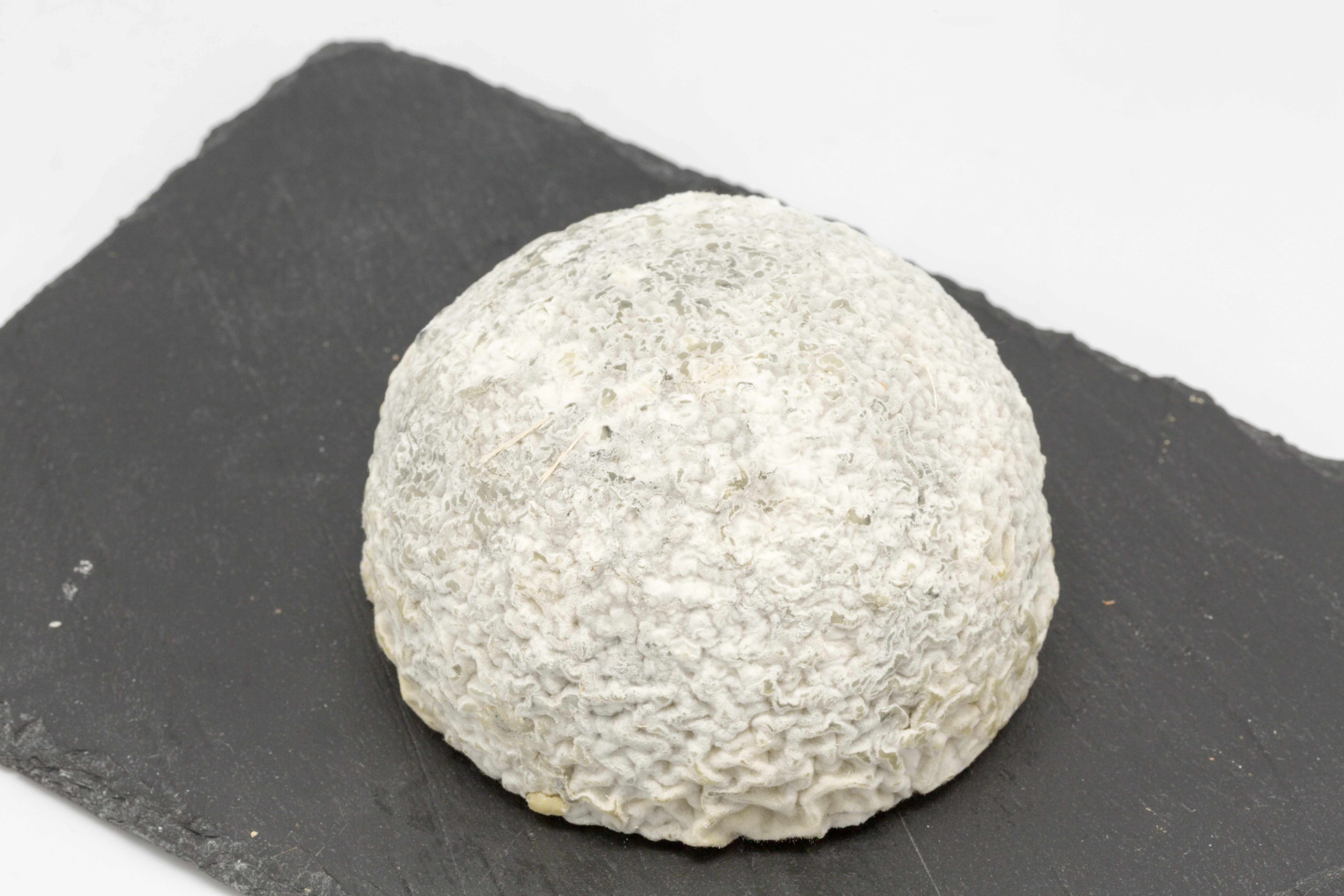
Bûche du Poitou.
- Palet poitevin.
- Bougon.
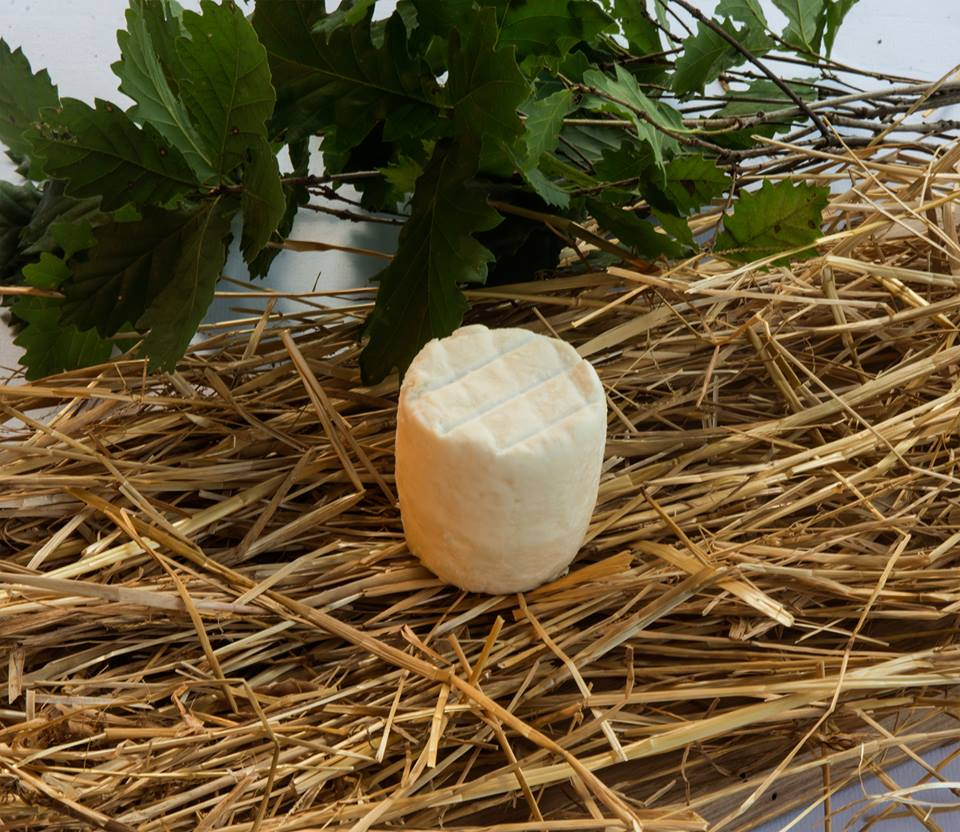
Crottin du Poitou.
- Taupinière du Poitou.
- Bonde de Gâtine.
- Pyramide du Poitou.
- Tricorne du Poitou.
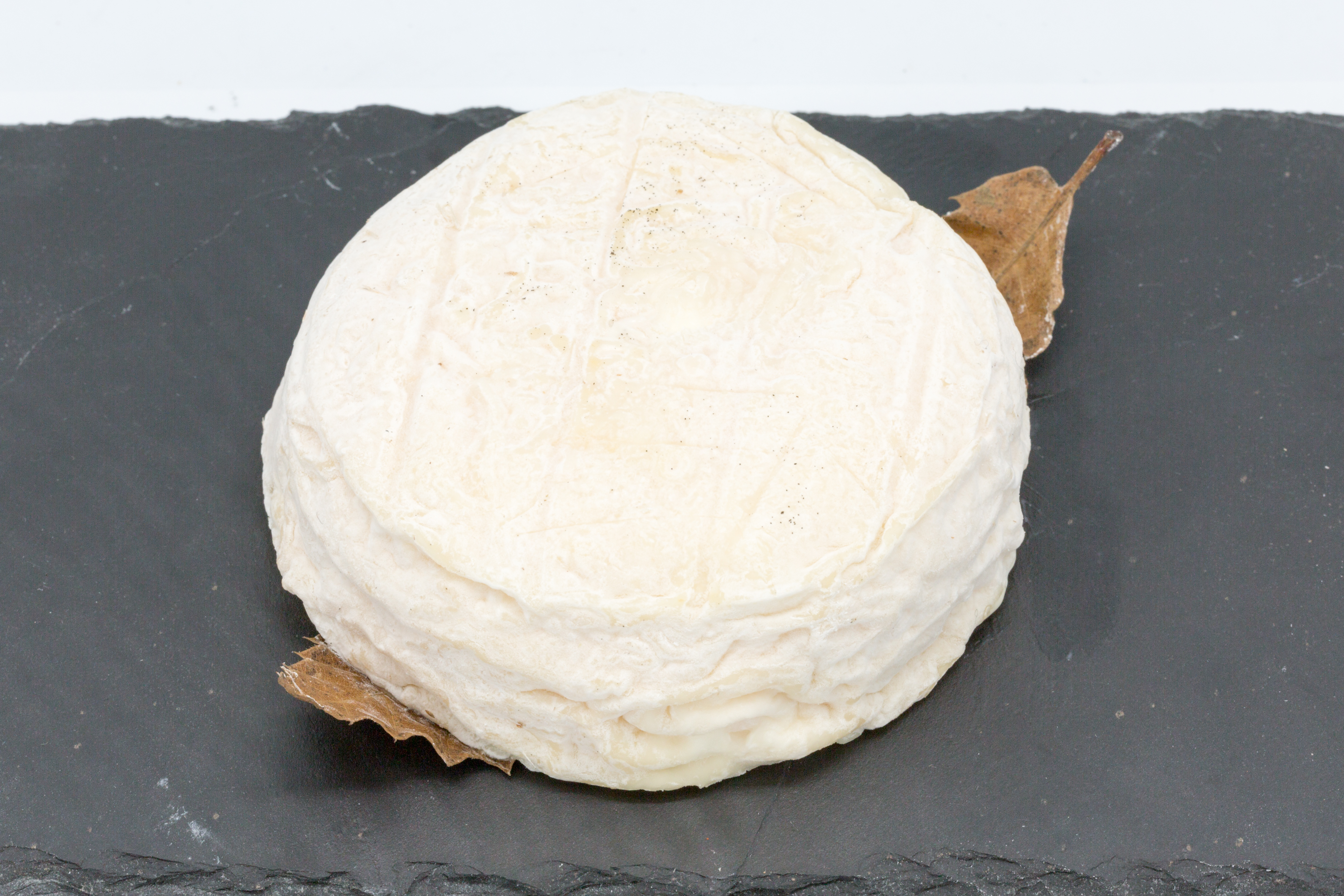
Mothais sur feuille.
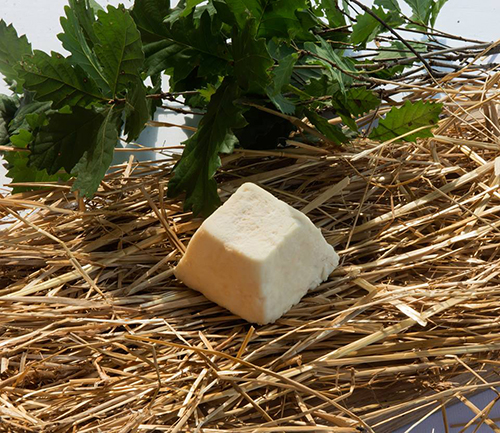
Vœu du Poitou.
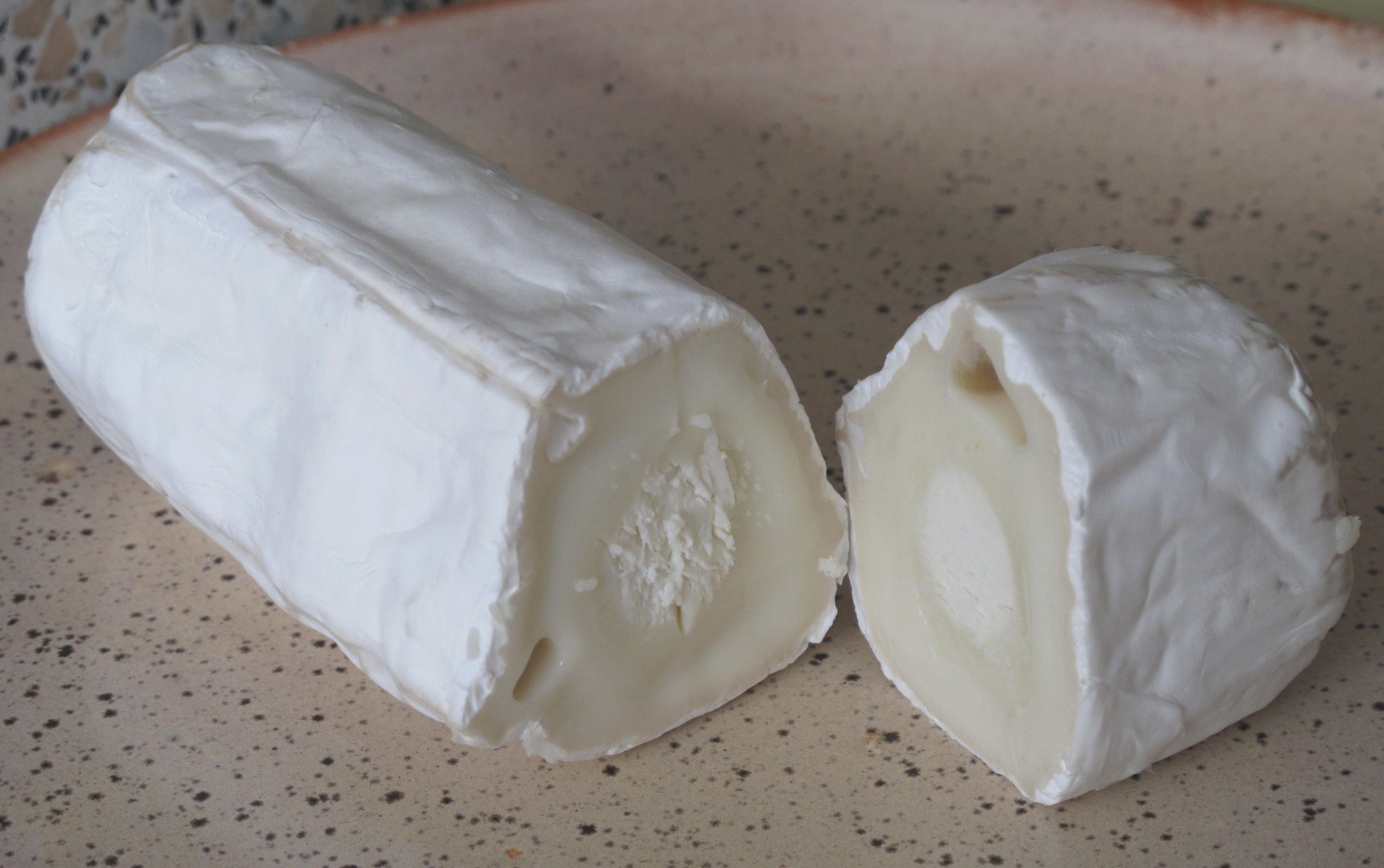
Bûche du Poitou.
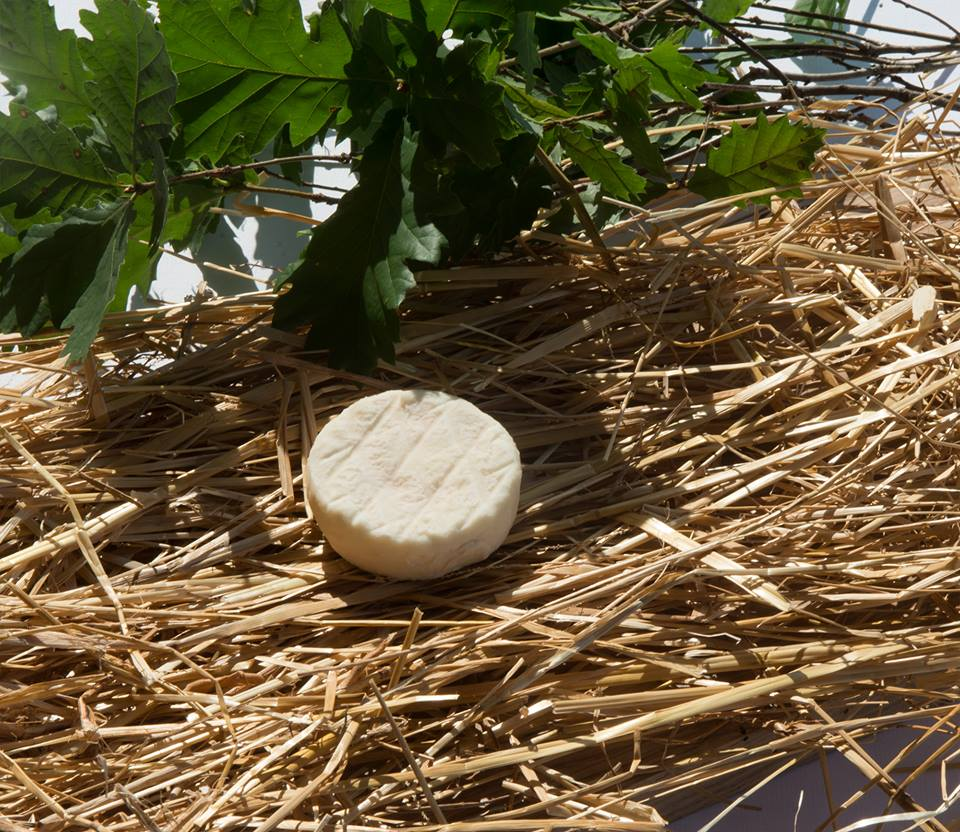
Palet Poitevin.
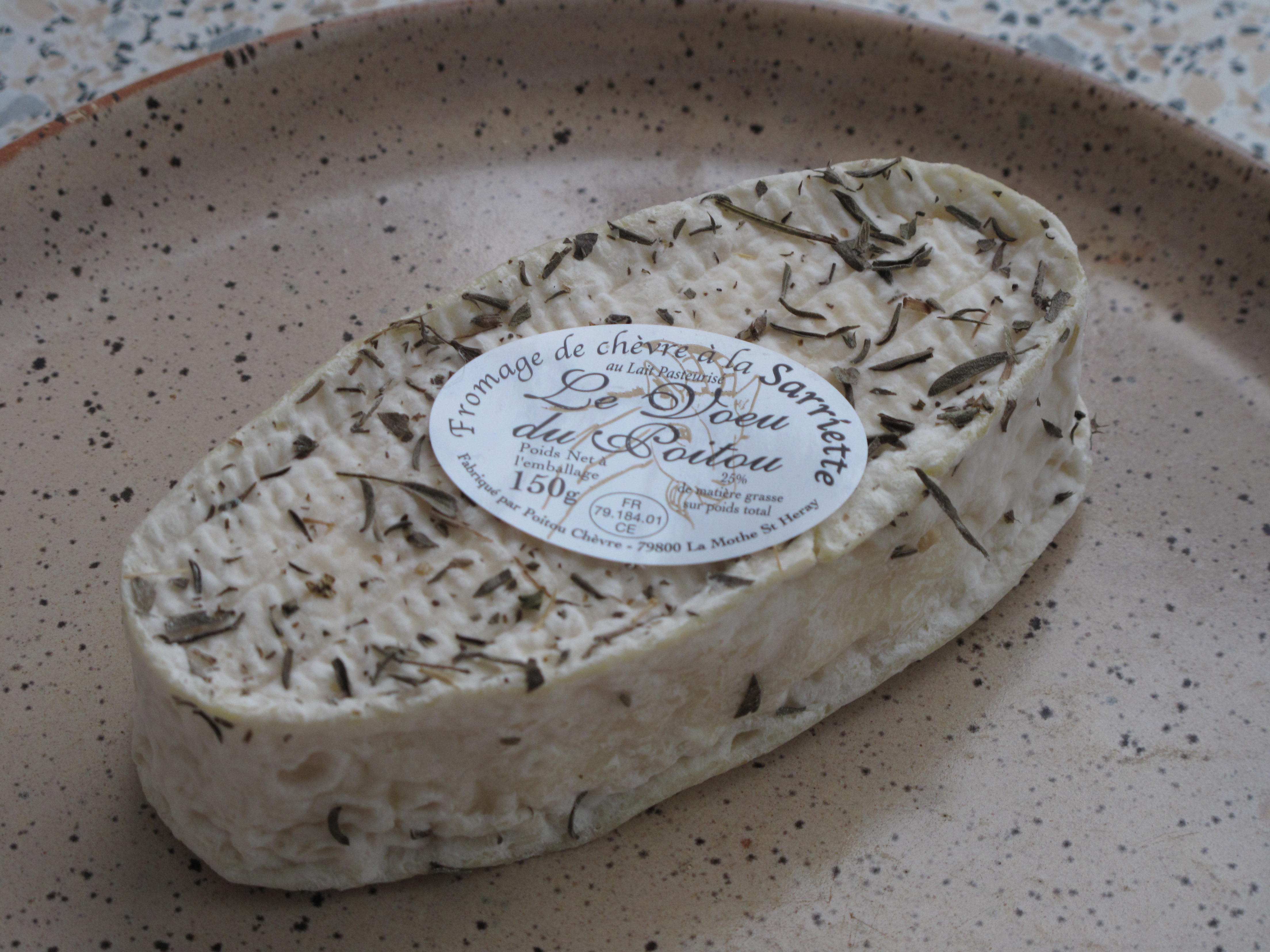
Vœu du Poitou.

- Chabichou du Poitou.
- Carré Poitevin.
- Taupinière du Poitou.
- Crottin du Poitou.
- Mothais sur feuille.
- Pyramide du Poitou.
- Bûche du Poitou.
- Palet Poitevin.
- Vœu du Poitou.

#### Desserts
- Broyé du Poitou ou broyé poitevin ou gâteau sec[43].
- Grimolle : gâteau aux pommes cuit traditionnellement au four sur feuilles de chou ;
- fouace.
- Mont-Blanc ou gâteau de Nouzillac (purée de marrons).
- tourteau fromagé.
- Brioche vendéenne.
- Gâche de Vendée : une brioche dont la mie serait plus serrée. Elle est principalement composée de farine, d'œufs, de beurre, de sucre et de crème fraîche.
- Gâteau Minute de Vendée : un gâteau qui se conserve et qui est ainsi toujours prêt « à la minute » !
- Tourtisseaux, bottereaux, foutimassons, merveilles ; ce sont des beignets populaires au mardi-gras et à Pâques.
- Meuil (« mell ») : semoule de millet au lait.
- Galette aux pruneaux (spécialité du bocage bressuirais).

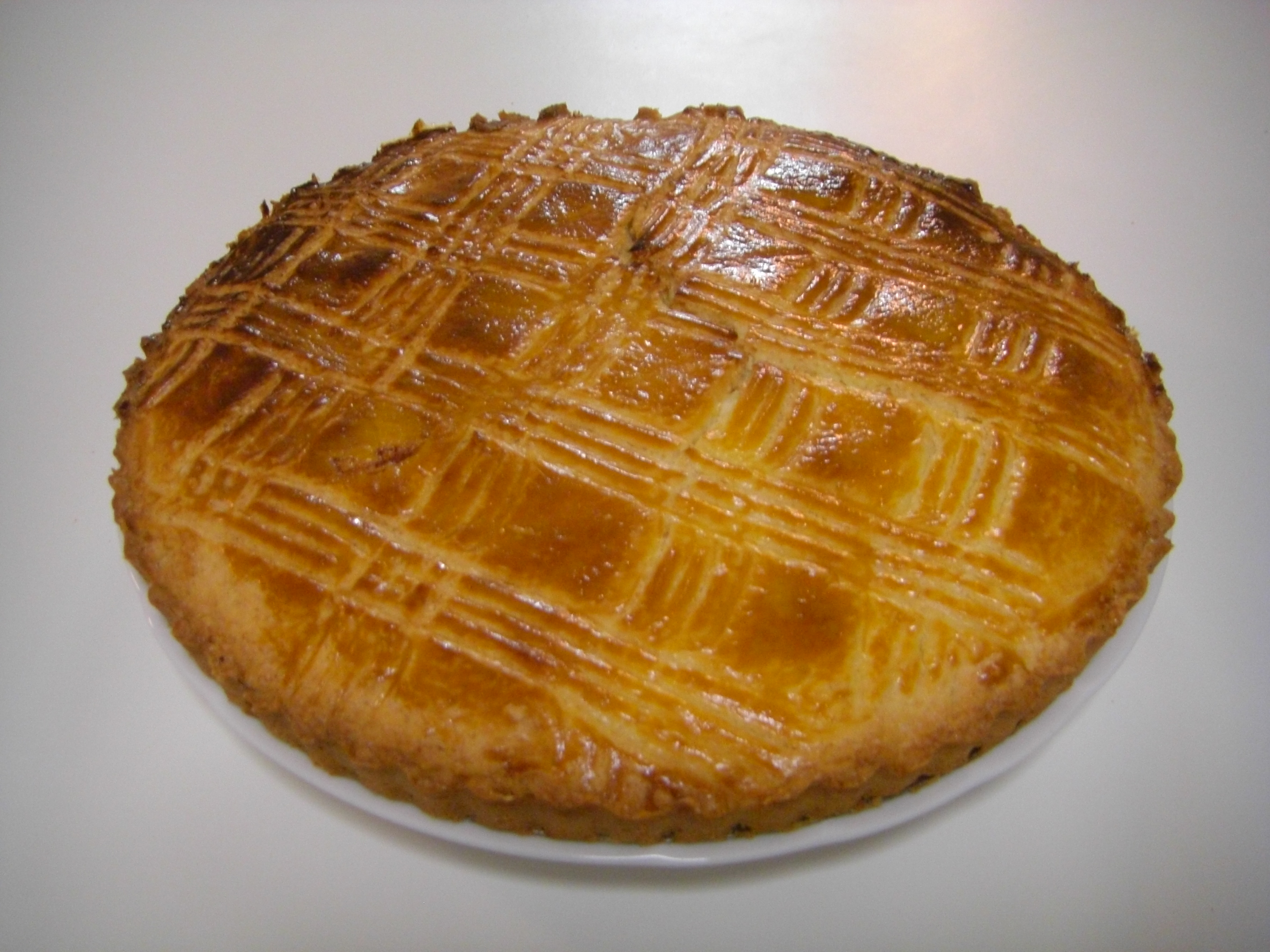
Broyé du Poitou.
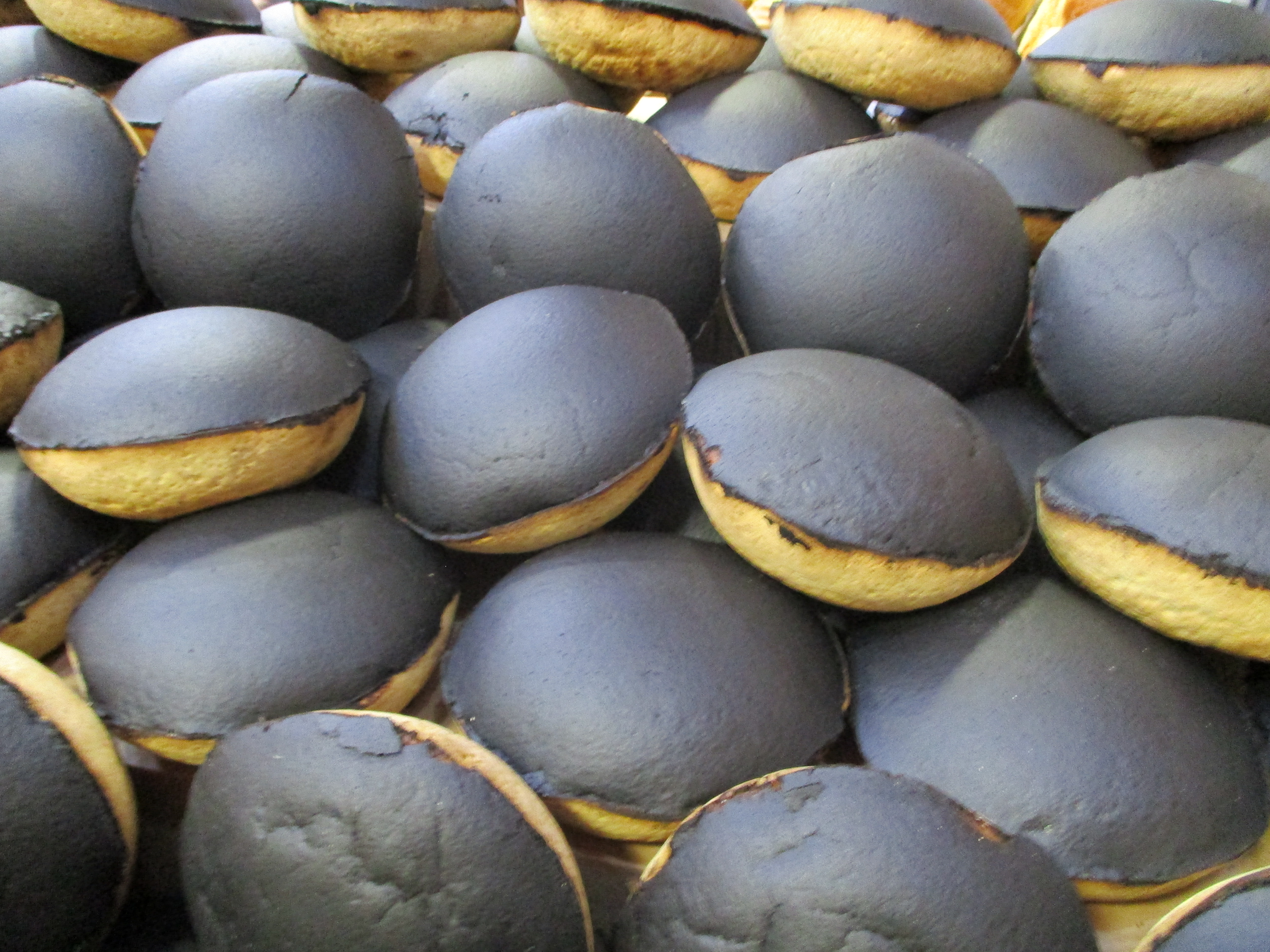
Tourteaux fromagers du Poitou.
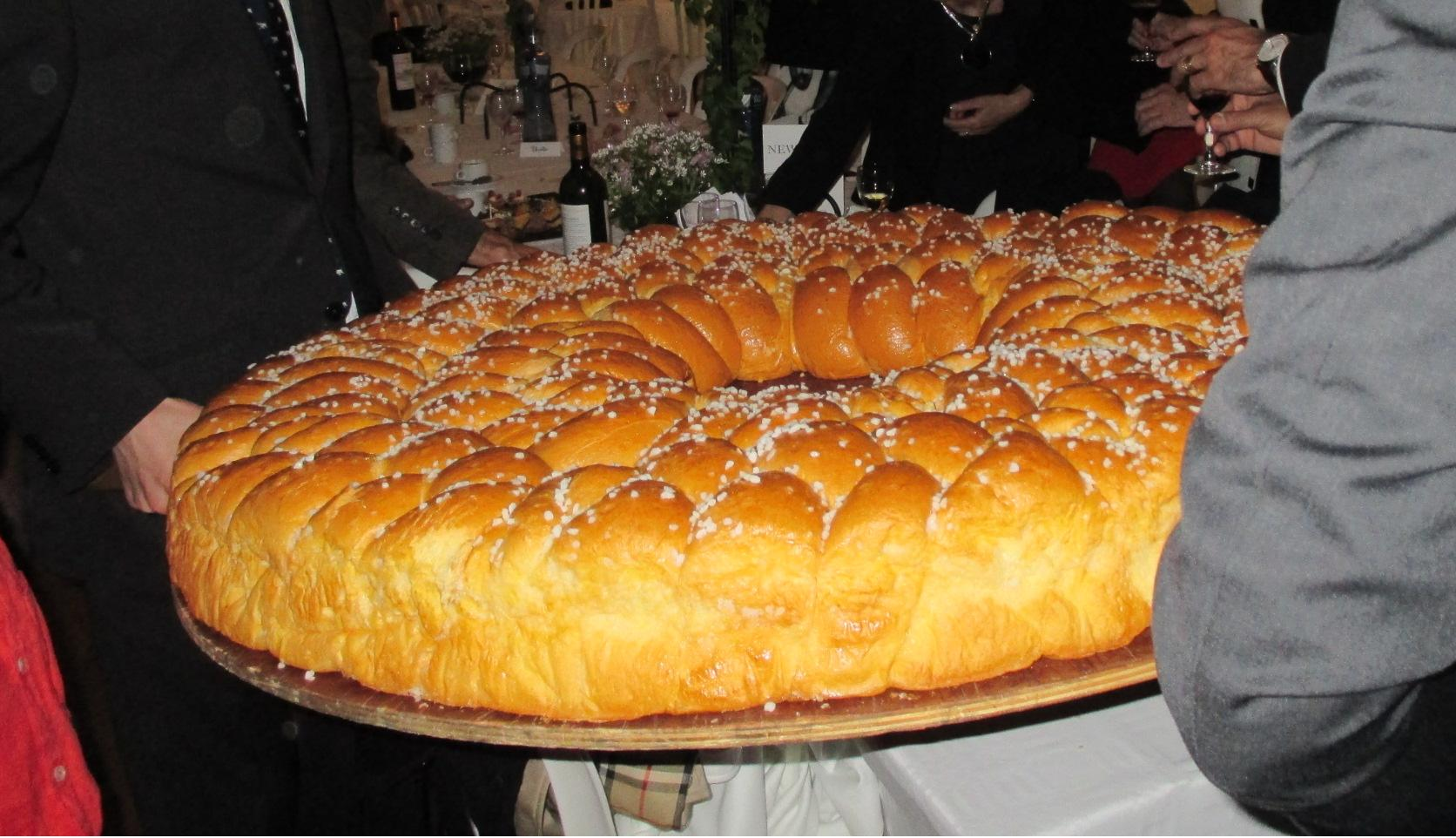
Grande brioche de mariage vendéen.
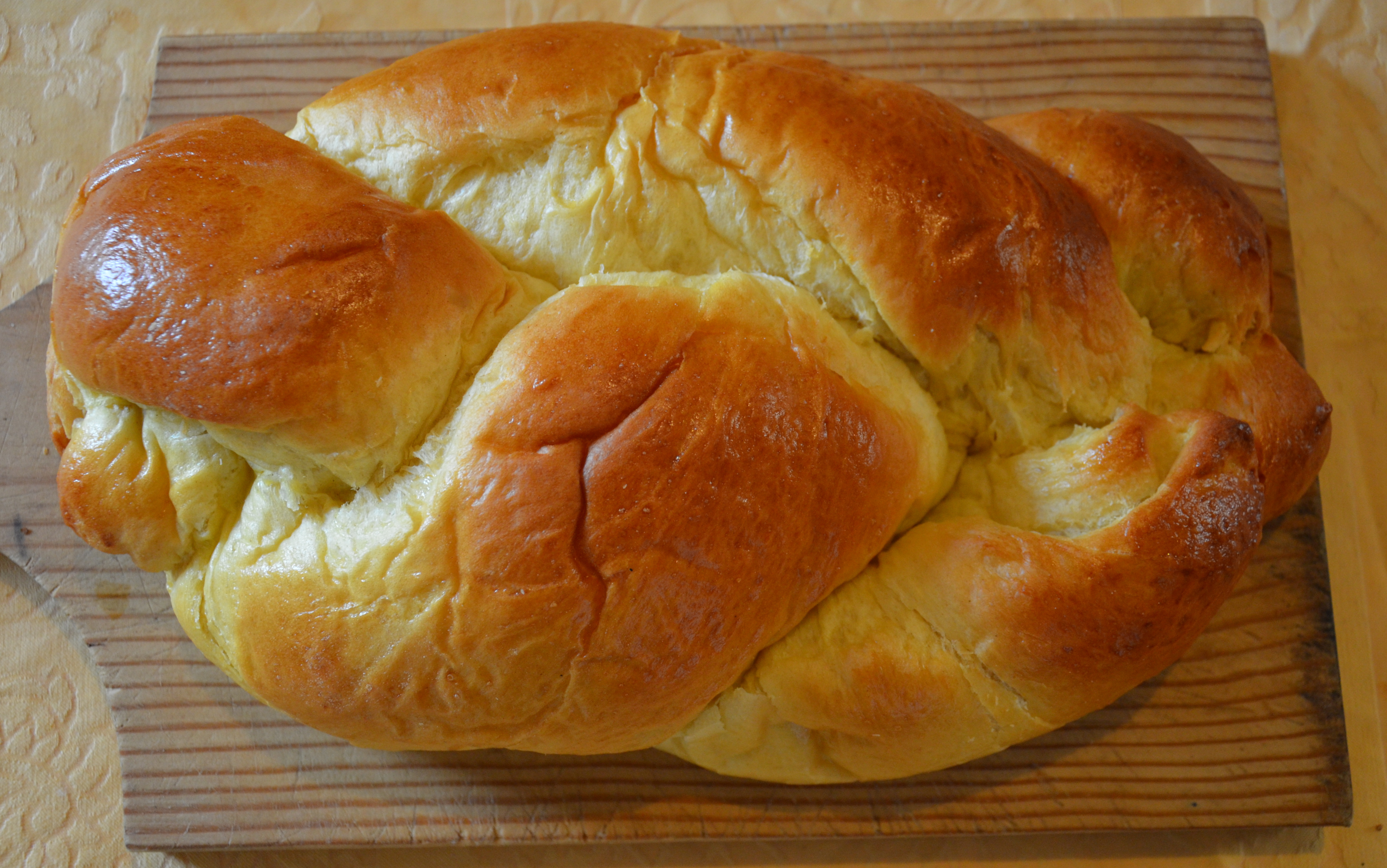
Gâche de Vendée.

#### Vins et spiritueux
- Haut-Poitou, vins AOC/AOP.
- Deux-sèvres (IGP).
- Crème d'angélique (IGP).
- Kayouski.
- Pictavi (amer poitevin).
- Fiefs-vendéens, vins AOC/AOP.
- Kamok : liqueur de café qui fut inventé dans les années 1860 par Henri-Emile Vrignaud (Médaille d’or à l'exposition universelle de Paris 1889).
- Vin d'épines ou trouspinette.
- Pineau : similaire à celle du pineau des Charentes, la fabrication familiale du pineau était et reste très populaire dans la moitié sud des Deux-Sèvres.

#### Friandises et petits gâteaux
- Angélique de Niort.
- Cassemuseaux.
- Cœur amandé.
- Cœur de fleur d'oranger.
- Croquant.
- Pente coteaux de Saint-Hilaire.
- Lentilles (dragées au chocolat).
- Macarons de Lusignan, de Montmorillon.
- Nougatines du Poitou.
- Orangine chocolatée.
- Raymondins de Lusignan.

#### Autres
- Mijhet, (soupe au vin) : plat-dessert ou en-cas des paysans lors des gros travaux à la belle saison ; c'est une soupe sucrée à base de vin rouge, d'eau glacée, de sucre et de pain rassis ; en saison on peut ajouter des fraises. Le mijhet fut extrêmement populaire dans les campagnes poitevines jusque dans les années 1970.
- Préfou, pain à l'ail
- Beurre d'Échiré, le Poitou fut peu touché par la gabelle (histoire du sel), ce qui laissait la possibilité de saler le beurre pour éviter qu'il rancisse. Cette particularité a favorisé la fabrication de beurres de qualité, reconnus encore aujourd'hui au travers de l'AOP Beurre Charentes-Poitou[44] qui compte  en Poitou des marques comme Pamplie, Celles-sur-Belle, Échiré, La Viette, Le Rivault (La Chapelle-Thireuil). Elle a aussi contribué à l'émergence d'une cuisine au beurre réputée.
- Sel de Noirmoutier

### Langue
Le poitevin, également appelé parlanjhe est considéré comme un dialecte du poitevin-saintongeais, tout comme le saintongeais, parlé plus au sud. C'est une langue romane appartenant à la famille des langues d'oïl au même titre que le français, l'angevin et le gallo.

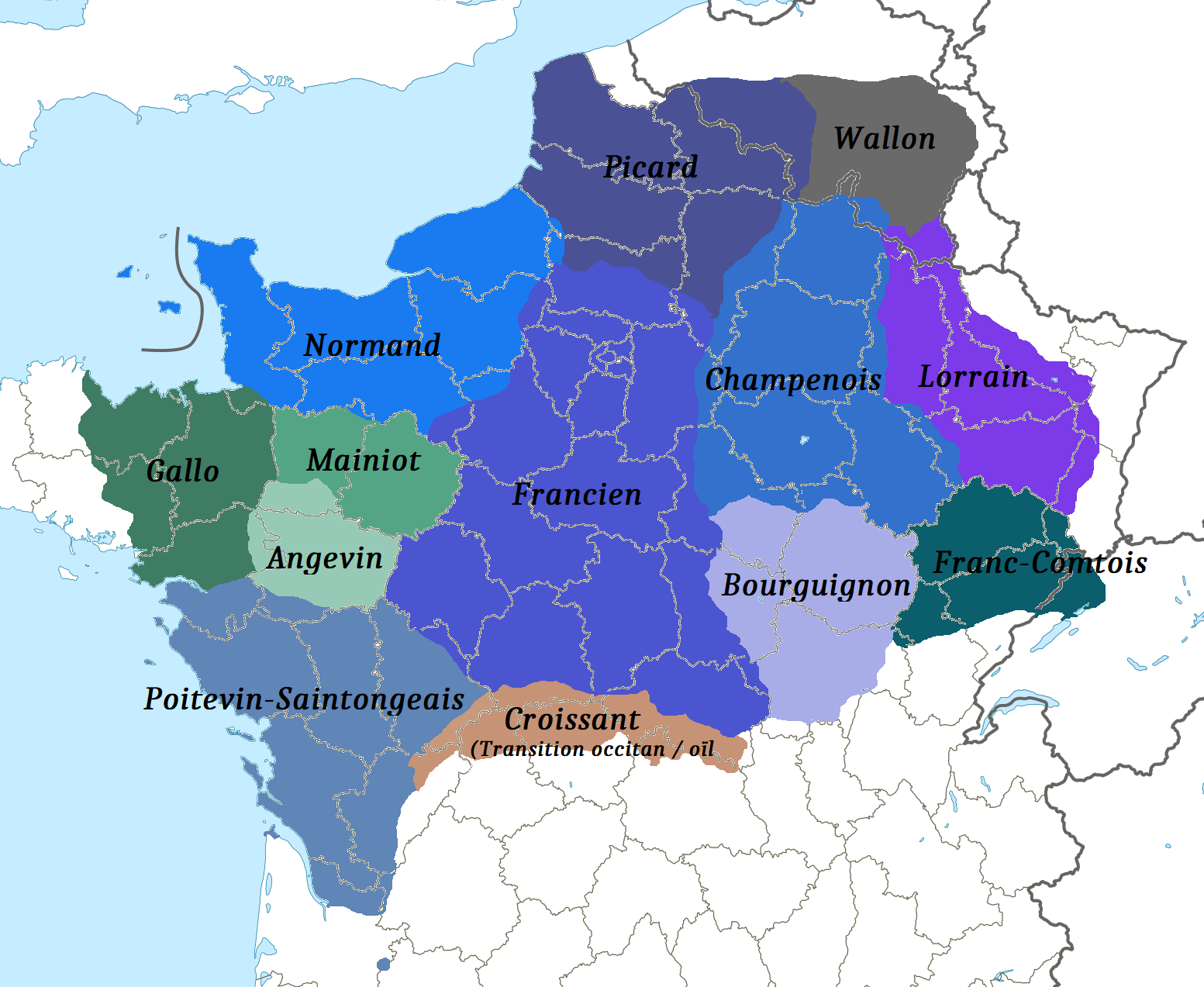
Carte des langues d'oïl, et du Poitevin-Saintongeais, selon l'étude du CNRS datée de 2017 à aujourd'hui.

Deux linguistes, chercheurs au CNRS, Philippe Boula de Mareüil et Albert Rilliard et un chercheur en visualisation d'information, Maître de conférences à l'Université Paris-Saclay, Frédéric Vernier ont établi un atlas, sonore, des langues régionales de France soulignant une certaine unité du poitevin-saintongeais, et montrant sa diffusion jusqu'au pays de Retz et les Mauges, au sud, rive gauche, de l'estuaire de la Loire.

### Danses traditionnelles
Le Poitou est une terre de musiques et de danses traditionnelles. On y trouve des branles, des rondes, des quadrettes, des danses à deux…
Quelques danses du Poitou :
- maraîchines de Challans et du Marais poitevin ;
- grand-danse (exemple) et polaïe (exemple) ;
- demi-tour (exemple), ronde et branle de Noirmoutier (exemple), rond de L'Épine, l'Angoise ;
- ronds et demi-rond de l'île d'Yeu ;
- la boulangère des plainauds, la poraïe au mardi-gras ;
- avant-deux du Bocage, avant-deux de Saint-Paul-en-Gâtine (exemple), avant-deux à Brégeon (exemple), avant-deux de Courlay ;
- mouvante (exemple), pas d'été, brisquet cellois, ronde avant-deux (exemple) ;
- gâtinelle de Marnes ;
- marchoises de la région de Gençay.
- la danse de la brioche, lors des mariages, interprétée ici par le "Bouquet Salaie"

De nombreux groupes perpétuent ces danses traditionnelles lors de bals, spectacles, veillées, ateliers, dans toute la région poitevine, tels La Marchoise de Gençay, Les Compagnons de la Claire Fontaine, Bal'Taquin, Engoulvent, Le Per'cordanche, Les Virouneux d'ô bourg, Tap Dou Païe, Les Gueurlets do Clain…

### Légendes et créatures fantastiques

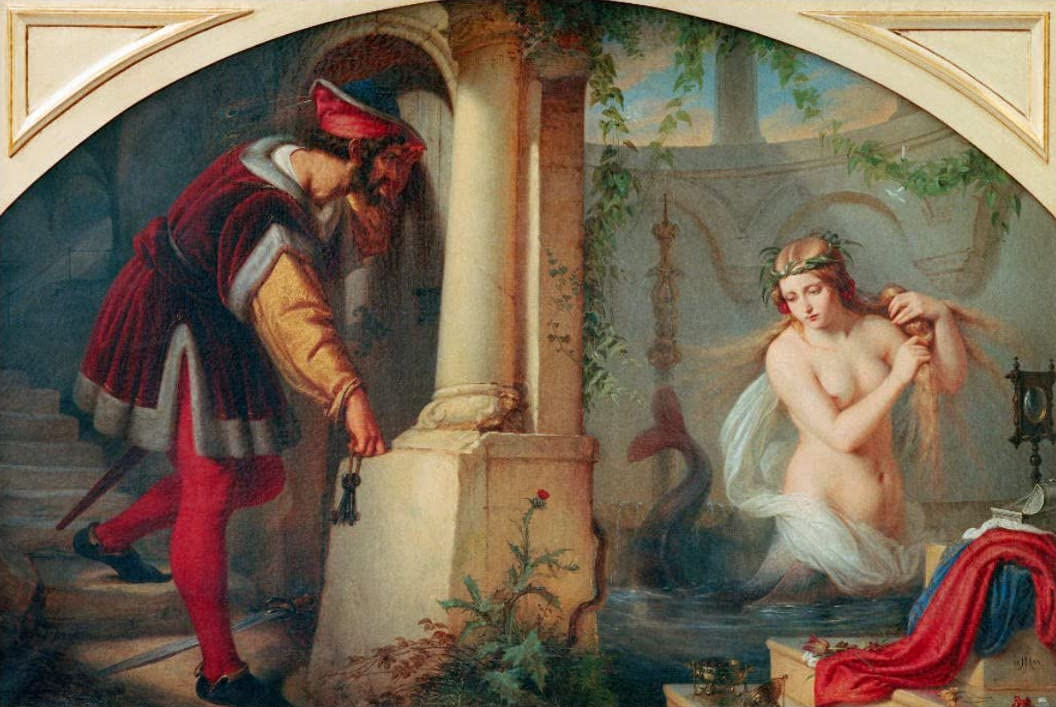
La fée Mélusine.

- La fée Mélusine, personnage de légende et ancêtre mythique de la dynastie de Lusignan.
- La Grand'Goule, dragon de la ville de Poitiers vaincu par sainte Radegonde.
- Les galipotes et garaches, humains temporairement transformés en bêtes démoniaques, variante des loups-garous.
- Le Cheval Mallet, magnifique cheval blanc qui vient tenter les voyageurs épuisés, puis les emporte à tout jamais.
- La bête d'Angles, sorte d'ours ayant dévoré toutes les jeunes filles de la commune d'Angles, vaincu par le curé local.
- La chasse-galerie.

### Divers
Pour le régiment d'Ancien Régime appelé le « régiment du Poitou », voir le 25e régiment d'infanterie de ligne.
Le musicien poitevin Paul Rougnon est l'auteur d'un hymne patriotique poitevin.

## Personnages notoires
- Saint Hilaire de Poitiers.
- Venance Fortunat, poète qui célébra sainte Agnès et la reine sainte Radegonde de Poitiers au monastère Sainte-Croix.
- Radegonde de Poitiers, Reine des Francs, épouse de Clotaire Ier, fondatrice du monastère Sainte-Croix de Poitiers où elle mourut en 587, Patronne de Poitiers et Patronne secondaire de la France.
- Aimery IV de Thouars, participa à la conquête de l'Angleterre aux côtés du duc de Normandie Guillaume le Bâtard avec un contingent de Poitevins. Il est l'un des principaux chefs lors de la bataille d'Hastings (1066)[48].
- Georges de la Trémoille.
- Louis II de La Trémoille.
- Jean Bouchet, écrivain du XVe siècle.
- Geoffroy d'Estissac.
- Maison de Poitiers-Aquitaine :
  - Guillaume IX d'Aquitaine, comte de Poitiers, duc d'Aquitaine et « Prince des troubadours », un des premiers poètes connus en Occitan (limousin) ;
  - Aliénor d'Aquitaine, petite-fille du précédent, comtesse de Poitiers, reine de France puis reine consort d'Angleterre, a longtemps tenu sa cour à Poitiers ;
  - Raymond de Poitiers, prince d'Antioche, fils de Guillaume IX d'Aquitaine.
- Richard Cœur de Lion, fils d'Aliénor d'Aquitaine et de Henri II (roi d'Angleterre), comte de Poitiers, roi d'Angleterre.
- Maison de Lusignan :
  - Guy de Lusignan, roi de Jérusalem (1186-1192) puis de Chypre (1192-1194) précédemment comte de Jaffa et d’Ascalon pendant peu de temps (1180).
- Guy de Thouars, duc puis duc-régent de Bretagne, de 1199 à 1213.
- Florimond de Raemond.
- Catherine de Parthenay, femme de lettres d'une immense culture (élève de François Viète), protestante engagée, héroïne du siège de la Rochelle, mère des Rohan[49].
- Scévole de Sainte-Marthe.
- Jean Daillé, théologien protestant renommé, né à Châtellerault.
- Joseph Juste Scaliger[réf. nécessaire].
- Théophraste Renaudot, né en 1586 à Loudun, médecin philanthrope, il crée en 1631 le 1er journal imprimé de France : La Gazette ;
- Maison de Richelieu :
  - Cardinal de Richelieu.
- Marie de La Tour d'Auvergne, duchesse de Thouars, fille de Henri de La Tour d'Auvergne, duc de Bouillon, maréchal de France, sœur du vicomte de Turenne, maréchal de France. Elle protégea les Protestants.
- René-Antoine Ferchault de Réaumur, savant universaliste, 1683-1757.
- François l'Olonnais, pirate, 1630-1669.
- Éléonore Desmier d'Olbreuse, née au château d'Olbreuse (Deux-Sèvres), duchesse de Brunswick-Lunebourg, compte dans sa descendance la plupart des familles régnantes d'Europe[50].
- Madame de Montespan, maîtresse de Louis XIV.
- Bonne d'Heudicourt, cousine de Madame de Montespan.
- Madame de Maintenon, qui y grandit jusqu'à l'adolescence, née en pays niortais.
- Philippe de Commynes (1447 - Argenton-Château, 1511), par son mariage avec Hélène de Chambes, le château d'Argenton-Château devient la propriété du plus célèbre mémorialiste du Moyen Âge de 1473 à 1511. C'est à Argenton-Château qu'il rédigea ses Mémoires de 1489 à 1498. Confident du roi, Louis XI lui rendra visite à deux reprises en 1478 et 1481.

## Animaux
- Chien de race du Haut-Poitou : le Poitevin. Il sert au croisement de chiens de chasse. Vénerie du château de Cheverny.
- Baudet du Poitou : très vieille race d'âne ;
- Le Fedon est le résultat du croisement d'un baudet du Poitou et d'une ânesse.
- Poitevin mulassier : cheval de trait.
- Mule du Poitou : croisement du Baudet du Poitou avec une jument mulassière de trait poitevin.
- Maraîchine : vache originaire du sud de la Vendée, aux abords du marais poitevin.
- Parthenaise : vache.
- Vendéen (cheval) : ancienne race de cheval.
- Mouton vendéen : une très ancienne race de mouton.
- Blanc de Vendée : race de lapin domestique albinos.
- Canard de Challans.
- Oie blanche du Poitou : sa peau garnie de duvet était utilisée pour faire les houppettes à poudre.
- Rex du Poitou : lapin à la chair estimée et dont l'orygal est la fourrure.
- Poule de Challans : aussi connu sous le nom de la noire de Challans.
- Grand griffon vendéen : chien de chasse à tir voire à courre pour le grand gibier.
- Petit basset griffon vendéen : chien de chasse, il reste souvent en meute mais il est aussi un chien de compagnie.
- Poitevine (race caprine).
- Pictave : poule naine.
- Poule de Marans : la célèbre poule aux œufs d'or.
- Robert-Auguste Creuzé: Successivement maire de Châtellerault et député de la Vienne, il est chevalier de la légion d'honneur.